# 구로다 히로키
구로다 히로키(일본어: 黒田 博樹, 1975년 2월 10일~)는 일본의 전 프로 야구 선수이자 야구 해설가·평론가이다. 오사카부 오사카시 스미노에구 출신이며 현역 시절 포지션은 투수였다.

## 개요
전직 메이저 리거 출신으로 현역 시절에는 NPB 히로시마 도요 카프와 메이저 리그 로스앤젤레스 다저스, 뉴욕 양키스에서 활약했으며 일본인 투수로서는 사상 최초로 일본(NPB)과 미국(MLB) 통산 선발 승수로 200승을 달성했다. 2023년 시즌 종료 시점에서 NPB/MLB의 40개 구단을 상대로 승리를 거둔 유일한 일본인 투수이다. 그리고 히로시마 시절에 착용한 등번호 15번은 현역에서 은퇴한 이듬해 2017년부터 히로시마 구단의 영구 결번으로 취급하고 있다. 아테네 올림픽 야구 동메달 리스트이다.
은퇴 후에는 요시모토 크리에이티브 에이전시→요시모토흥업과 매니지먼트 계약을 맺었다.
선친은 난카이 호크스, 다카하시 유니온스, 다이에이 스타스에서 외야수와 내야수로 활약했던 구로다 가즈히로이다.

## 인물

### 프로 입단 전
아버지는 전 프로 야구 선수였던 구로다 가즈히로, 어머니는 올림픽을 목표로 포환던지기 선수로 활약했으며 현역에서 은퇴 후에는 고등학교에서 체육 교사로 일하고 있었다. 초등학생 시절 아버지가 감독을 맡았던 보이스 리그 팀인 ‘올 스미노에’에서 소속됐다. 이후 우에노미야 고등학교에 진학하면서 고등학교 1년 선배로는 나카무라 유타카, 야부타 야스히코, 이치하라 게이, 구보 다카유키 등이 있었고 동급생으로는 에이스 넘버였던 니시우라 가쓰히로와 쓰쓰이 소가 있다. 하지만 고등학교에서는 구로다 본인이 ‘하계 고시엔 예선에서도 던진 기억이 없다’라고 회고할 정도로 등판 기회가 없어서 고등학교를 졸업했다. 더욱이 2학년 가을에 있었던 긴키 대회 결승전인 덴리 고등학교전에서는 초반에 니시우라가 부진하여 강판돼 자신이 3회부터 등판하여 무실점으로 막았지만 팀은 긴키 대회 준우승에 그치면서 제64회 선발 고등학교 야구 대회의 선발을 앞두고 학교측에서 출전을 고사하겠다는 입장을 밝혔기 때문에 출전하지 않았다. 현지 간사이권 대학으로부터 추천 범위에서의 제의가 들어왔었지만 아버지로부터 ‘대학 야구 인기가 높은 간토 지방의 대학에서 한 번 더 승부해 보는 게 어떻겠냐’라고 추천받은 적도 있어서 도토 대학 야구 연맹에 소속된 센슈 대학 시험에 응시했다. 당일 투구 내용이 지도자들로부터 높은 평가를 받아 그날 지도자로부터 ‘우리집에서 던져달라’는 은밀한 제안을 받고 합격하여 센슈 대학에 진학했다.
센슈 대학에서는 1년 선배인 고바야시 간에이와 나란히 주축 투수로서 3학년 가을에 도토 대학 1부 리그 승격에 큰 기여를 했고 1996년 봄에는 그 해부터 대학 야구에서의 스피드건 장내 표시가 시작된 메이지 진구 야구장에서 대학생으로서는 최초로 시속 150 km/h를 측정했다. 1부 리그 통산 15경기에 등판하여 6승 4패, 평균 자책점 3.33을 기록했고 2부 리그 통산 19경기에 등판하여 8승 5패, 평균 자책점 3.24를 기록했다. 1996년 프로 야구 드래프트 역지명 2순위로 히로시마 도요 카프에 입단, 등번호는 15번으로 정했다(등번호 15는 은퇴 후 히로시마 구단으로서는 세 번째의 영구 결번이 됐다).

### 히로시마 시절(제1차)

#### 입단 초기부터 2000년까지
1997년에는 춘계 스프링 캠프가 종료된 후 2군에서 시즌을 맞이하게 됐다. 히로시마 도요 카프 유우 연습장에서 가진 연습 경기에 중간 계투로서 등판했지만 1이닝 10실점을 기록했다. 당시의 2군 감독이던 아니야 소하치는 안타나 홈런을 계속맞아도 교체시키지 않고 3아웃을 잡을 때까지 던지게 했다. 2군에서 맞이한 시즌 개막 후에도 첫 회에 7점을 내준 경기도 있었다고 한다. 4월 25일 요미우리 자이언츠전(도쿄 돔)에서 데뷔 첫 등판과 동시에 첫 선발 투수로 나섰으며 이 경기에서 데뷔 첫 승리와 처음으로 완투하는 쾌거를 이뤘다. 이후에도 자신과 같은 신인이던 사와자키 도시카즈와 함께 선발 로테이션에 들어갔지만 기대 이상의 활약을 보여주진 못하고 패전 수가 앞서게 되면서 23경기에 등판해 6승 9패, 평균 자책점 4.40의 성적으로 시즌을 마쳤지만 규정 투구 이닝을 웃도는 135이닝을 기록했다.
1998년에는 6차례의 선발로 나왔지만 프로 2년차의 징크스에 빠질 정도로 극도의 부진에 시달리는 등 겨우 1승에만 그쳤다.
1999년 시드니에서 열린 인터컨티넨탈 컵에 일본 대표팀 선수로 출전하여 대한민국전에서 승리, 중화 타이베이전에서도 완봉승을 거뒀다. 그 해에는 히로시마의 선발 로테이션에 이름을 올려 팀의 중심 투수로 활약했다. 젊은 시절에는 스피드가 있지만 제구가 안 좋아서 호투를 했다하고 생각하면 다음 등판에서 첫회 5실점을 하는 등 컨디션의 변화로 극도의 부진을 겪는 등 성적도 나빴지만 이듬해 2000년에는 그때까지 힘의 일변도였던 투구를 고쳐서 완급을 의식하는 투구를 펼친 끝에 성적이 향상됐고 같은 해 9월 20일 요미우리전에서부터 시즌 종료 때까지 4연속 완투승을 거둬 독립을 이뤘다.

#### 2001-2005년
2001년에는 이 해부터 감독으로 새로 취임한 야마모토 고지로부터 기대를 걸면서 같은 해에는 올스타전에 처음으로 출전했다. 그 해엔 데뷔 이후 처음으로 두 자릿수인 12승, 리그 1위에 해당되는 13완투를 기록하는 등 팀 승리에 기여했다. 2002년에는 시즌 도중 선발 로테이션에서 제외됐지만 2년 연속 두 자릿수 승리를 달성했다.
2003년에 그 당시까지 에이스로 활약했던 사사오카 신지를 대신해서 처음으로 개막전 선발 투수로 등판했다. 전반기에는 극도의 부진과 컨디션 난조로 승리 투수가 되지 못하는 시기가 계속됐지만 후반부터 본래의 컨디션을 되찾아 최종적으로 13승을 기록하여 3년 연속 두 자릿수 승리를 달성해, 자신으로서는 처음으로 200투구 이닝 이상을 기록했다. 아테네 올림픽 야구 아시아 지역 예선에도 출전했다. 이듬해 2004년에는 2년 연속으로 개막전 투수로 낙점돼 선발 등판했고 같은 해 6월 20일 야쿠르트 스왈로스전(마쓰야마 봇짱 스타디움)에서 개인 최고 속도인 157 km/h를 측정했다. 시즌 중에 열린 아테네 올림픽에서는 일본 야구 국가대표팀의 중간 계투로서 2승을 기록, 팀의 동메달 획득에 기여했다.
2005년 4월 15일 요코하마 베이스타스전에서 미우라 다이스케와 서로 완봉 릴레이를 펼쳤지만 양팀 모두 점수를 얻지 못하는 등 결국 0대 0으로 무승부가 됐다. 올스타전에서는 팬 투표로 선정돼 4년 만에 출전했고 그 해 시즌 15승이라는 성적으로 개인 첫 타이틀인 리그 다승왕을 석권했다. 타이틀료를 포함하여 연봉 2억 엔에 달한다. 더 나아가 구단 재편 소동이 한창일 때 당시 자금면에서 어려움을 겪고 있던 구단으로부터 제시된 연봉은 1억 9,500만 엔이었으나 팀의 얼굴로서 2억 엔 선에 도달하는 것에 고집하고 있던 구로다는 ‘내가 500만 엔을 내놓겠으니 (회견에서) 2억 엔이라고 말해도 괜찮겠습니까’라고 따진 적도 있었다고 한다.

#### 2006년

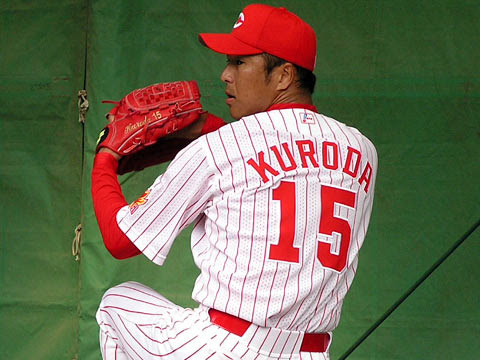
투구 연습 중인 구로다(2004년)

국가별 대항전인 월드 베이스볼 클래식 대표팀 선수로 발탁됐지만 2월 24일 12개 구단 선발과의 연습 경기에서 타구를 오른손에 맞아 부상당해 결국 출전을 포기해야만 했다. 5월 31일에 FA권을 취득했는데 구로다 본인은 “이것을 계기로 타 구단의 평가도 받아보고 싶다”라고 말했다. 6월까지 5승 6패, 평균 자책점, WHIP 1.11로 안정된 투구를 이어가서 올스타전 출장 직전인 7월 2일 주니치 드래건스전(나고야 돔)에서는 9이닝 동안 3피안타 무실점의 호투로 승리 투수가 됐는데 이 경기를 시작으로 패전 없이 8연승을 기록했다. 7월에는 4승 무패, 평균 자책점 0.84, WHIP 0.78의 활약으로 월간 MVP를 팀 동료인 구리하라 겐타와 함께 공동 수상했다. 게다가 8월에도 계속돼 4승 무패, 평균 자책점 1.11, WHIP 0.86의 활약으로 월간 MVP를 연속으로 수상해 히로시마 구단 역사상 최초로 2개월 연속 월간 MVP 수상자가 됐다. 이 때 “히로시마 카프의 역사에 이름을 남길 수 있어 기쁘다”라고 말했다. 그러나 9월에는 오른쪽 팔꿈치 통증으로 장기 이탈했고 10월 16일 시즌 최종전이 된 주니치전에선 9회 2아웃 상황에서 복귀 등판해 타자 1명을 막아내며 데뷔 첫 세이브를 기록했다(이 경기에서 내걸린 현수막에 대해서는 에피소드 항목을 참조). 그 해 시즌 성적은 13승 6패 1세이브, WHIP 1.00, 평균 자책점 1.85 등을 기록하여 최우수 평균 자책점 타이틀을 석권했는데 1점 대의 타이틀 획득은 1992년 아카호리 모토유키 이후였고 센트럴 리그에서는 1989년 사이토 마사키 이후의 쾌거였다. 또, 템포가 좋은 투구를 보여줬다는 평가받아 스피드업상을 수상했다. 시즌 종료 후 마티 브라운 감독의 추천으로 미국에 건너가 오른쪽 팔꿈치 관절의 클리닝 수술(몇 개월 만에 투구가 가능한 가벼운 수술)을 받았다.
FA권 취득에 따라 10월 15일에 구단에서 ‘4년 10억 엔+평생 보장, 지도자 수형’이라는 조건이 제시됐다. 그리고 11월 6일에 4년 12억 엔(기본 연봉 2억 5,000만 엔+단년 최대 5,000만 엔의 성과급에 포함돼 당초 조건에 성과급을 가산하고 있다)에서 FA권을 행사하지 않고 잔류하겠다는 입장을 밝혔다. ‘앞으로도 국내외 구단의 이적은 없다’라고 명시해 국내라면 ‘평생 히로시마’를 선언했다. 또한 이 계약은 4년의 계약 기간 내에 자유롭게 메이저 리그에 도전할 수 있게 됐다. FA권을 행사하지 않고 잔류 결정과 관련한 기자회견에서 “내가 타 구단의 유니폼을 입고, 히로시마 시민 구장에서 카프 팬, 카프의 선수를 상대로 공을 던지는 것이 자신 가운데서 상상할 수 없었다”, “나를 여기까지 투수로 키워준 것은 카프였고 그 팀을 상대로 내가 힘껏 공을 던지는 나 자신이 정직하지 못했다”라고 말했다. 또, 그 해의 선수회가 주어지는 ‘베스트 에피소드상’의 수상자로 선정돼 구로다의 야구 장비를 담당하는 에스에스케이는 회사 차원에서 구로다를 프로모션하기로 결정했다. 그리고 히로시마 시민에게 감동을 주었다고 평가한 히로시마시에서는 ‘히로시마 시민 시상’을 구로다에게 수여한다고 발표했다(구단으로서는 네 번째).

#### 2007년
개막전 선발 투수로 발탁돼 하세가와 료헤이 이래 히로시마 구단에서 두 번째가 되는 5년 연속 개막전 선발 투수가 됐다. 또한 낮 경기에는 크게 자신을 가졌고, 6월 3일 도호쿠 라쿠텐 골든이글스전에서는 2003년 7월 6일부터의 낮 경기 13연승을 기록했다. 7월 14일 도쿄 돔에서 열린 요미우리전에서 통산 100승을 달성했다(참고로 데뷔 첫 승리도 도쿄 돔에서 가진 요미우리전이었다). 올스타전에서 자신으로서는 두 번째인 팬투표에 의해 선정되면서 통산 네 번째의 올스타전에 출전했다. 예년 여름을 자랑하고 있었지만 그 해 8월부터는 퀄리티 스타트조차 지킬 수 없는 경기가 계속되는 등 8월과 9월에는 2승 3패, 평균 자책점 4.58, WHIP 1.48 등의 부진을 겪었다.
10월 18일에 FA권을 행사하겠다는 뜻을 밝혔고 메이저 리그 구단은 이전부터 구로다에게 눈독을 들이고 있었으며 특히 텍사스 레인저스의 단장인 존 다니엘스가 관심을 표하는 발언을 했다. 조 아르본과 대리인 계약을 맺은 뒤 12월 1일에 스즈키 기요아키 구단 본부장에게 메이저 리그 구단으로 이적하겠다는 입장을 분명히 했다. 그런 한편으로 기자회견에서는 “제가 좋은 평가를 받는 것은 모두 카프 덕분이다. 다시 일본에 돌아와 플레이하게 된다면 이 팀밖에 없다”라고 말했다.
12월 15일, 로스앤젤레스 다저스와 3년간 3,530만 달러로 계약을 맺었다는 사실을 AP 통신이 보도했다. 이에 따라 히로시마 도요 카프 출신으로서는 최초의 일본인 메이저 리거가 탄생하게 됐다. 등번호는 18번이었지만 기자회견장에서는 08번을 착용하고 있었다. 그 이유는 유니폼이 제 시간에 나오지 않았기 때문으로 그 해에 로스앤젤레스 다저스와 마이너 계약을 맺은 로버트 부스가 먼저 착용했던 등번호였다. 당초 로스앤젤레스 다저스 측이 제안한 조건은 4년 계약이었으나 계약년수 단축을 스스로 신청했다. 이에 대해 구로다는 다음과 같이 말했다.

설레는 기분은 거의 들지 않았다. 전쟁터에 나가는 심정으로 미국으로 간다. 4년씩이나 이런 괴로운 행동은 못 하겠다. ‘힘든 시간’이 짧을 때 자신은 더 열심히 할 수 있다. 3년간 제대로 된 성적을 남길 수 있다면 4년째에는 기존과 동일하거나 더 나은 조건으로 계약할 수 있을 것이다.

### 로스앤젤레스 다저스 시절

#### 2008년

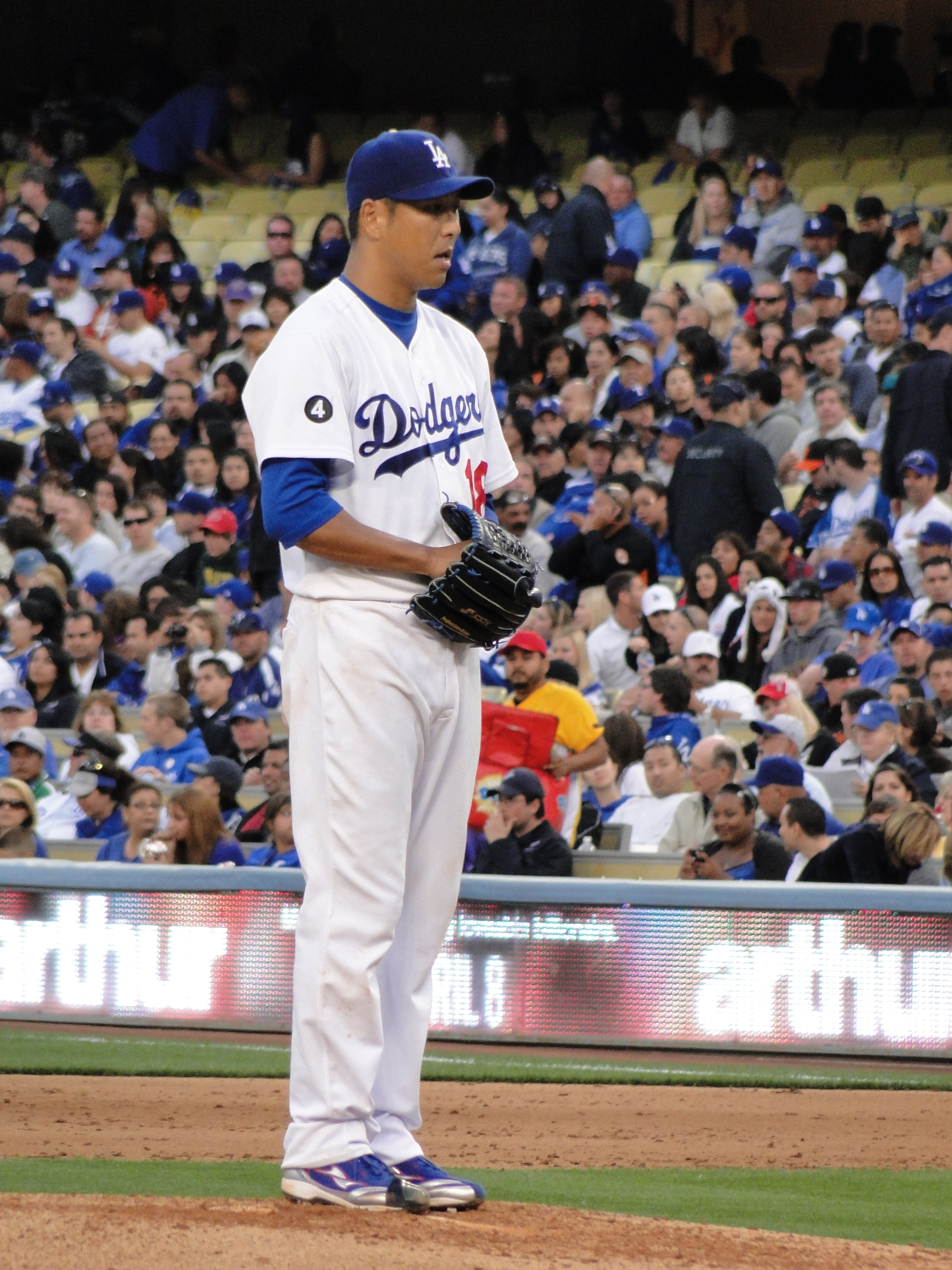
로스앤젤레스 다저스 시절의 구로다(2011년)

4월 4일 샌디에이고 파드리스전에 선발 등판해 메이저 리그 데뷔 첫 승리 투수가 됐고 5월 21일 신시내티 레즈전에서는 8이닝을 5피안타 2실점으로 막아낸 데 이어 9회에는 사이토 다카시가 무안타 무실점의 호투를 벌여 승리하면서 일본인 사상 최초로 같은 시합에서 선발 승리와 세이브 달성을 기록했다. 27일 시카고 컵스전에서는 후쿠도메 고스케와 메이저 리그에서 처음으로 맞붙었다. 6월 6일 역시 시카고 컵스전에서 9이닝 동안 4피안타 무실점 11탈삼진 무볼넷의 호투로 메이저 리그 첫 완봉승을 거두었다. 그러나 19일에 오른쪽 어깨 건염으로 부상자 명단에 올랐지만 7월 2일 휴스턴 애스트로스전에서 복귀했고 7일 애틀랜타 브레이브스전에서는 7회 종료 시점까지 퍼펙트 게임을 펼치다가 9이닝 1피안타 무실점으로 완봉 승리를 거두어 최종적으로도 주자는 8회에 1명만 허용했다. 신인 투수가 8회 도중까지 퍼펙트 게임을 이어간 것은 1984년의 오렐 허샤이저 이래 처음이며 만약 퍼펙트 게임을 달성했다면 샌디 쿠팩스 다음으로 다저스 구단 역사상 두 번째이자 일본인 메이저 리거로서는 첫 쾌거가 됐을 터였다.
전반기는 17경기에 선발로 나서 5승 6패, 평균 자책점 3.43, WHIP 1.20의 성적을 올렸고, 후반기 첫 경기였던 18일 애리조나 다이아몬드백스전에 선발 등판했지만 2이닝 6실점을 내주며 강판됐다. 그 후에도 조 토리 감독이 “어느 쪽이 진짜인지 모르겠다”고 말할 정도로 컨디션의 기복이 심한 등판을 되풀이했으나 8월부터는 11경기에 선발로 나서 4승 2패, 평균 자책점 2.56, WHIP 1.03의 호투를 보였다. 시즌 성적에서는 평균 자책점과 WHIP, 퀄리티 스타트로 리그 20걸에 들었고, FIP에서는 리그 9위인 3.59를 기록했다.
포스트 시즌에서는 시카고 컵스와의 디비전 시리즈 3차전에 선발로 나서 6과 1/3이닝을 6피안타 무실점의 호투로 승리 투수가 되면서 리그 챔피언십 시리즈에 진출했다. 필라델피아 필리스와의 리그 챔피언십 시리즈에서는 3차전에 선발로 나서 6과 0/3이닝을 5피안타 2실점으로 승리 투수가 됐는데 이 경기에서 셰인 빅토리노의 머리 부분 가까이로 던진 공 때문에 소동이 일어나면서 벌금이 부과됐고 팀은 5차전에서 패했다. 시즌 종료 후에는 다음해에 개최될 제2회 월드 베이스볼 클래식 일본 대표팀의 1차 후보로 지명됐지만 고사했다.

#### 2009년
노모 히데오, 마쓰자카 다이스케에 이어 일본인 선수로서는 역대 세 번째 개막전 투수로서 4월 6일 샌디에이고 파드리스전에 선발 등판하여 5와 2/3이닝을 4피안타 1실점으로 막아내 승리 투수가 됐다. 그러나 그 직후 왼쪽 옆구리 통증을 호소하여 부상자 명단에 올랐다. 6월 1일 애리조나 다이아몬드백스전에서 복귀한 데 이어 같은 달 23일 시카고 화이트삭스전에서는 복귀 후 첫 승리를 거두었다. 28일 시애틀 매리너스와의 경기에서는 이치로와 메이저 리그에서의 첫 맞대결을 펼쳤다. 7월 12일 밀워키 브루어스전에서 등판 간격 때문에 메이저 리그 진출 이후 처음으로 구원 등판했는데 1과 1/3이닝을 던져 2피안타 3실점을 내줬다. 전반기는 WHIP 1.14로 안정된 투구를 보였음에도 3승 5패, 평균 자책점 4.67이라는 저조한 성적을 남겼다. 8월 16일 애리조나 다이아몬드백스전에서는 러스티 라이얼이 때린 타구를 머리에 맞아 부상자 명단에 올랐다가 9월 6일 샌디에이고 파드리스와의 경기에서 복귀, 최종적으로 규정 투구 이닝에는 도달하지 못했지만 후반기는 5승 2패, 평균 자책점 2.98, WHIP 1.13의 호투를 이어갔고 팀은 2년 연속으로 지구 우승을 달성했다.
포스트 시즌에서는 목의 통증으로 세인트루이스 카디널스와의 디비전 시리즈 등판에서 제외됐고 필라델피아 필리스와의 리그 챔피언십 시리즈 3차전에 선발로 나섰지만 1과 1/3이닝 동안 6실점을 내주며 강판됐다. 팀은 작년에 이어 5차전에서 패했다.

#### 2010년

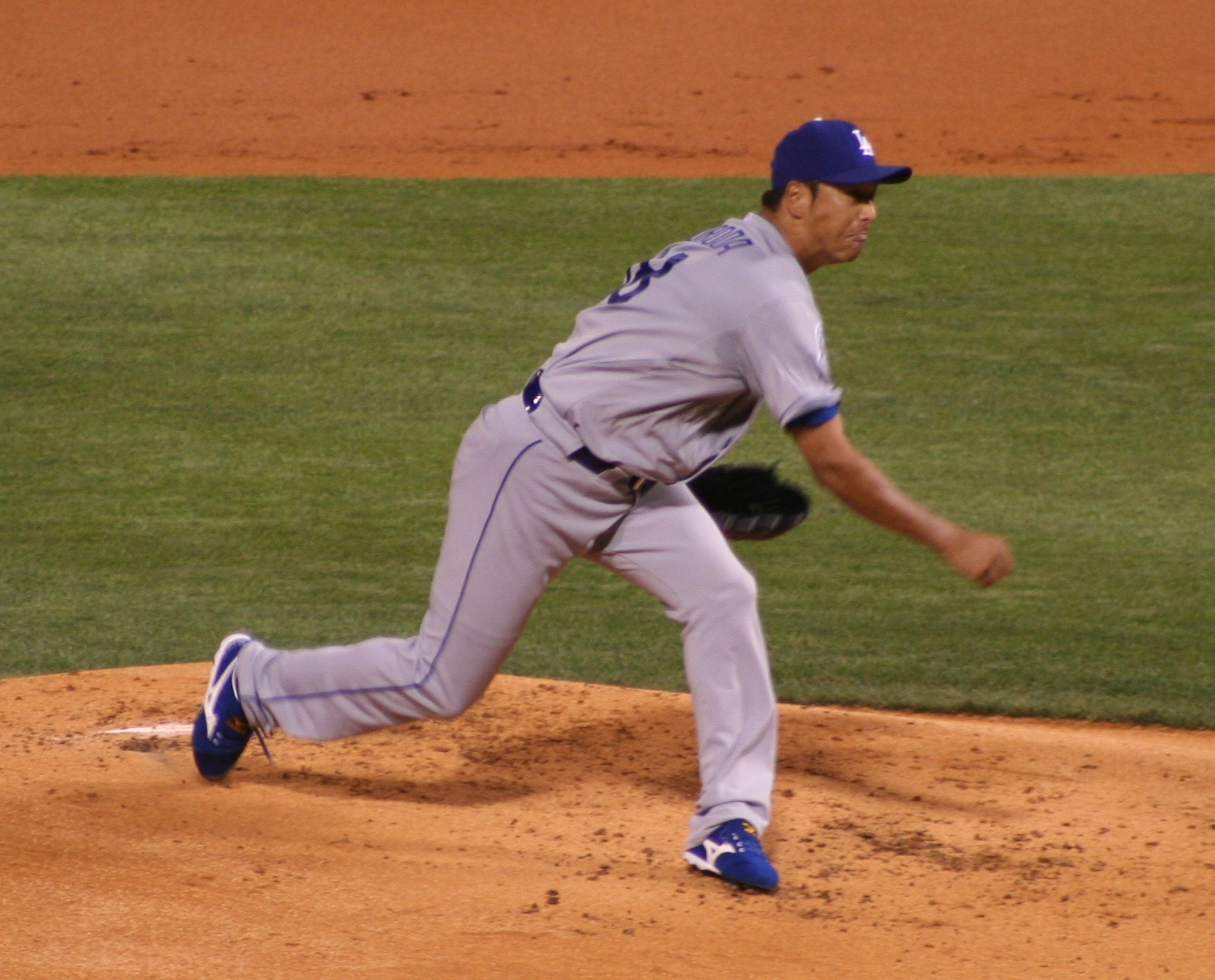
마운드에서 투구 중인 구로다 히로키(로스앤젤레스 다저스 시절, 2008년)

4월 9일 플로리다 말린스전에 첫 등판해서 8이닝 동안 5피안타 1실점의 호투를 펼쳐 3년 연속으로 첫 등판 승리를 기록했다. 5월 2일 피츠버그 파이리츠전에서는 이와무라 아키노리와 메이저 리그에서 첫 맞대결을 벌였는데 8이닝 동안 5피안타 1실점의 성적으로 메이저 리그 통산 20승이 되는 3승째를 올렸고 전반기는 17경기에 선발로 나서 7승 7패, 평균 자책점 3.87, WHIP 1.37의 성적을 남겼다. 7월 22일의 뉴욕 메츠전에서는 다카하시 히사노리와 투수전을 펼쳐 8이닝 5피안타 무실점의 호투로 시즌 8승째를 거두었다. 그 이후 본인은 호투한 경기에서 타선의 지원을 받지 못한 경우가 많아 8월 25일 밀워키 브루어스전에서 6경기만에 승리 투수가 됐다. 30일 필라델피아 필리스와의 경기에서는 8회 1사 상황까지 노히트 노런의 호투를 보여 메이저 리그 이적 후 처음으로 10승째를 올렸다. 후반기에는 14경기에 선발로 나서 평균 자책점 2.87, WHIP 0.93의 호조를 보였지만 “승패는 (자기 스스로는)어쩔 수 없는 일임을 올해 들어 절실히 느끼고 있다”라고 말했을 정도로 호투를 펼치는데도 불구하고 타선의 지원을 받지 못한 경기가 많아 4승 6패에 그쳤다. 시즌 통산에서는 11승, 평균 자책점 3.39, 투구 이닝 196과 1/3이닝, 탈삼진수 159를 기록해 투수 부문에서 메이저 리그 이적 후 개인 최고의 성적을 남겼다.
시즌 종료 후에는 다저스와의 계약이 종료되면서 FA가 됐는데 ESPN이 작성한 FA 선수 랭킹 명단에 데릭 지터를 웃도는 베스트 30에 들어 “타선의 지원이 적어 승수가 늘어나지 않았기 때문에 과소평가되고 있다”는 높은 평가를 받아 여러 구단이 획득을 목표로 구로다의 거취를 주목했다. 일부 언론에서 친정팀인 히로시마에 복귀할 가능성도 있다고 보도돼 일본의 구단들도 구로다를 영입하기 위해 움직였지만 11월 15일에 1년 1,200만 달러로 다저스와 재계약을 맺었다. 그 후 기자 회견에서는 “다저스가 필요로 해준다면 최우선으로 생각하고 싶었다”라고 말했고 자신의 블로그에서는 히로시마 복귀와 관련된 보도에 대해 사죄하고 “일본에 복귀한다면 히로시마밖에 고려하지 않았다”라고 밝혔다.

#### 2011년
스프링 트레이닝에서 동일본 대지진의 모금 활동에 참가해 자신도 5만 달러를 기부하였다. 4월 3일 샌프란시스코 자이언츠전에서 첫 등판하여 7이닝을 6피안타 3실점의 투구로 4년 연속의 최초 등판 승리를 이뤘고 같은 달 9일, 샌디에이고 파드리스전에서는 9회 2사까지 무실점의 호투로 메이저 리그 통산 30승이 되는 시즌 2승째를 올렸다. 그러나 그 후 6월까지 9패중 6경기에서 퀄리티 스타트를 기록하는 등의 호투를 펼쳤지만 타선의 지원을 받지 못하는 경기가 계속돼 7월 1일 LA 에인절스와의 경기에서 메이저 리그 통산 100선발 기록을 달성하여 8경기 만에 승리를 거두었다.
전반기에는 18경기에 등판하여 6승 10패, 평균 자책점 3.06, WHIP 1.22로 과거 최고의 성적을 남겼고 7월까지 포스트 시즌 진출을 위해 여러 구단이 구로다의 트레이드에 관심을 보이고 있다라는 내용의 언론 보도가 여러 차례 나왔지만 구로다는 트레이드 기한 전인 7월 30일에 트레이드 거부권을 행사해 팀에 잔류하기로 결정했다. 이에 대해 구로다는 다음과 같이 말했다.
| “ | 플레이오프의 매력도 있었고 갈등도 있었습니다. 작년에 계약할 때 다저스에서 뛰기로 정했었고 그 원점으로 돌아간 것입니다. | ” |

8월 26일 세인트루이스 카디널스전에서 2년 연속 두 자릿수 승리가 되는 10승째를 올렸고, 8월에는 5승을 올렸다. 9월 11일 샌프란시스코 자이언츠전에서 4와 2/3이닝을 던졌지만 3실점을 허용, 일본인 선수로선 최악의 기록이 되는 16패째를 당했다. 16일 피츠버그 파이리츠전에서는 메이저 리그 통산 40승째이자 개인 최다인 12승째를 올렸고 27일 애리조나 다이아몬드백스전에서 메이저 리그 이적 후 처음으로 200이닝에 도달했다. 후반기에도 14경기에 등판하여 7승 6패, 평균 자책점 3.09, WHIP 1.20으로 안정된 투구를 계속하여 작년에 이어 득점 원호율이 리그 최하위인 2위를 기록하는 등 타선 지원을 받지 못한 채 시즌 통산 성적은 16패를 당하긴 했으나 13승과 리그 9위의 평균 자책점 3.07, 161개의 탈삼진으로 주요 3개 부문에서 2년 연속 최고 기록을 경신했다.

### 뉴욕 양키스 시절

#### 2012년

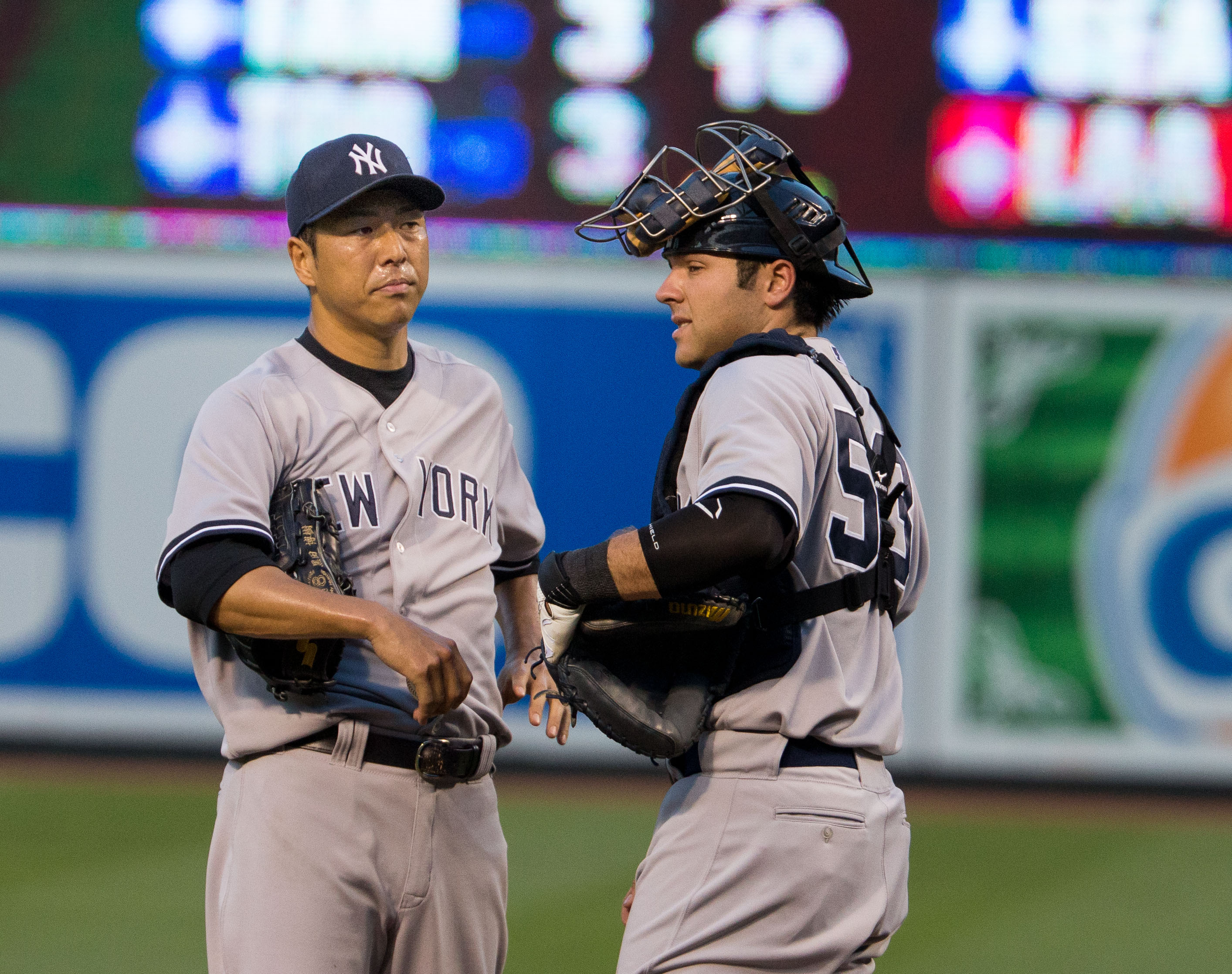
마운드에서 포수 오스틴 로민(오른쪽)과 상의하고 있는 구로다 히로키

이듬해 1월 13일 뉴욕 양키스와 계약에 합의했고 26일에 1년간 1,500만 달러로 계약을 맺었다. 4월 13일 LA 에인절스와의 경기에서 이적 후 첫 승리를 올렸고 24일 텍사스 레인저스전에서는 다르빗슈 유와 투수전을 펼쳐 6과 2/3이닝 동안 5피안타 2실점으로 막아냈음에도 불구하고 시즌 3패째를 당했다. 6월 13일의 애틀랜타 브레이브스와의 경기에서는 미일 통산 150승을 달성했고 17경기에 등판하여 8승 7패, 평균 자책점 3.50, WHIP 1.26의 성적으로 전반기를 마쳤다. 7월 18일의 토론토 블루제이스전에서는 노모 히데오, 오카 도모카즈에 이어 일본인 선수로서는 역대 세 번째로 메이저 리그 통산 50승을 달성했다. 경기는 7회 우천으로 인한 콜드 게임으로 경기가 종료됐기 때문에 기록상으로는 완봉승이었다. 23일의 시애틀 매리너스전에서는 이 날 트레이드로 양키스에 입단한 이치로와 함께 선발 출전하여 7이닝 동안 3피안타 1실점 탈삼진 9개의 호투를 펼쳐 노모 히데오 이후 일본인 선수로서는 역대 두 번째로 3년 연속 10승째를 올렸다.
8월 14일, 텍사스 레인저스전에서 일본인 선수로는 단독 2위인 메이저 리그 통산 52승째를 달성함과 동시에 시즌 두 번째의 완봉승을 거두어 조 지라디 감독은 “이번 시즌 투수진 가운데 최고의 투구 내용을 보여줬다”라고 극찬했다. 9월 16일의 탬파베이 레이스전에서는 메이저 리그 이적 후 자기 최다인 14승째를 올려 2년 연속으로 200투구 이닝에 도달했다. 정규 시즌 마지막 경기가 된 10월 4일의 보스턴 레드삭스전에서는 마쓰자카 다이스케와 투수전을 펼쳐 7이닝 동안 7피안타 2실점의 투구로 프로 입단 후 자신의 최고 기록이 되는 16승째를 올렸고 동시에 팀도 지구 우승을 결정지었다. 또한 평균 자책점 3.32는 양키스 선발진 가운데 1위였고 투구 이닝 219와 2/3는 리그 4위, 승률 5할 9푼 3리는 본인의 메이저 리그 최고 기록이었다.
포스트 시즌에서는 볼티모어 오리올스와의 디비전 시리즈 3차전에 선발로 나서 포스트 시즌에 출전한 일본인 선수로서는 최장 기록인 8과 1/3이닝 동안 5피안타 2실점의 투구로 팀 승리에 기여했다. 디트로이트 타이거스와의 리그 챔피언십 시리즈에서는 3일 간격으로 선발 등판해 5회까지 주자를 내보내지 않았고 7과 2/3이닝 동안 5피안타 3실점을 기록하여 포스트 시즌에서 일본인 선수로서는 최다 기록인 11개의 탈삼진을 잡는 등의 호투를 보였다. 그러나 이 경기에서 구로다의 호투에도 불구하고 팀은 패했고 4차전에서도 팀은 패했다. 11월 20일에 1년간 1,500만 달러를 받기로 하고 재계약에 합의했다.

#### 2013년

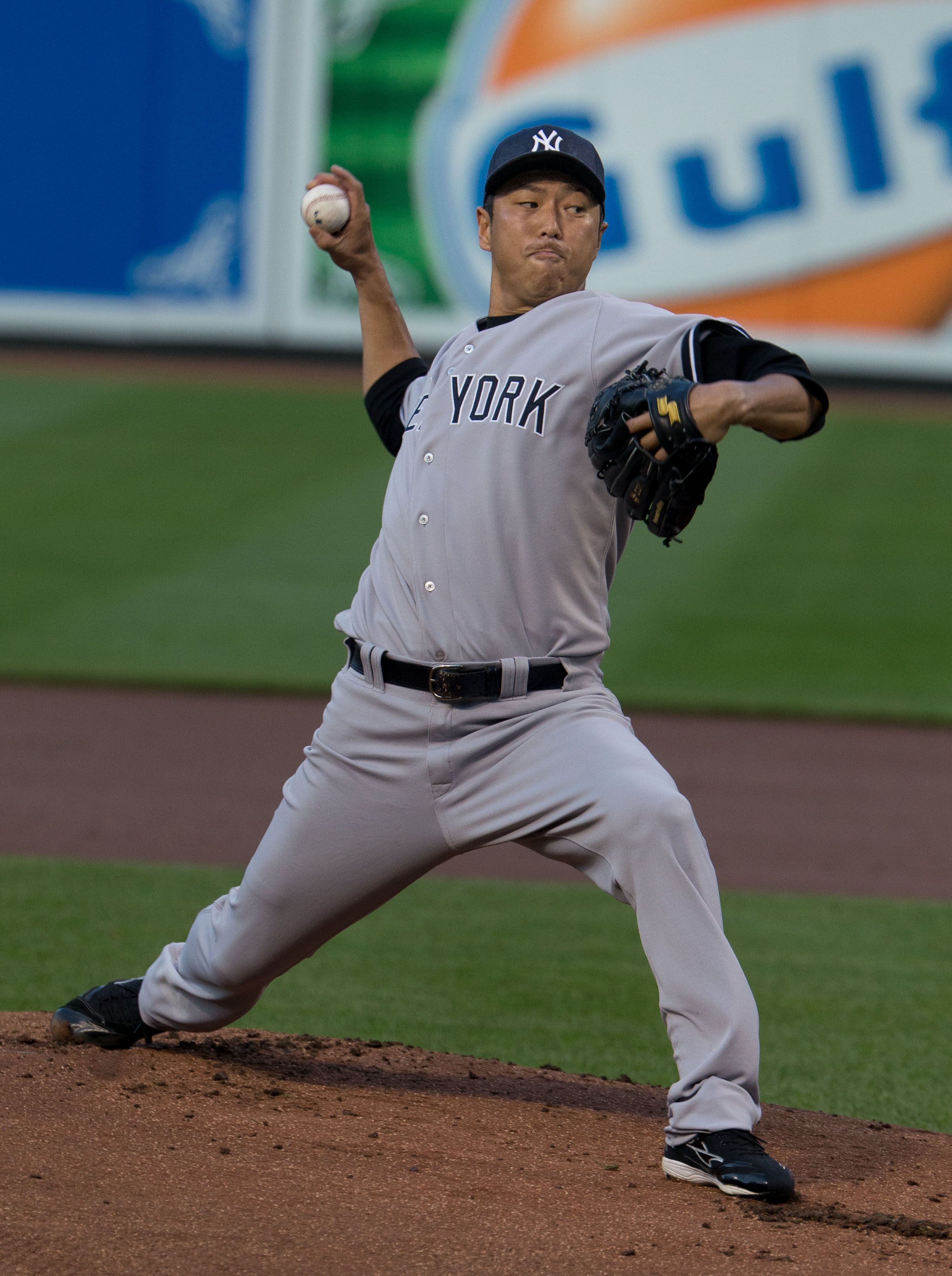
마운드에서 투구 중인 구로다 히로키(뉴욕 양키스 시절, 2013년 5월 22일)

6월 7일 시애틀 매리너스전에서 미일 통산 2000탈삼진을 달성했고 19일의 로스앤젤레스 다저스전에서는 6과 2/3이닝을 던져 8피안타 2실점의 투구로 7승째를 올리는 등 내셔널 리그 모든 구단으로부터의 승리를 달성했다. 전반기를 19경기에 선발로 나서 8승 6패, 리그 2위의 평균 자책점 2.65, WHIP 1.05의 성적으로 마무리하고 올스타전 대체 출장 선수의 최종 후보에도 이름을 올렸지만 실패했다. 7월 25일 텍사스 레인저스와의 경기에서는 7이닝 6피안타 무실점의 호투로 10승째를 올리면서 일본인 선수로서 최다 기록이 되는 4년 연속 두 자릿수 승리를 달성했다. 8월 11일 LA 에인절스전에서는 시즌 11승째를 올렸고, 17일의 보스턴 레드삭스전에서는 메이저 리그 이적 후 최악의 성적인 11개의 피안타를 기록하며 8패째를 당했지만 그래도 평균 자책점은 리그 1위가 됐다. 그러나 이후에는 제구가 무너지면서 후반기는 13경기에 선발로 나서면서 평균 자책점 4.25, WHIP 1.32 등의 부진한 성적을 남겼고 더욱이 승리 투수의 요건을 충족시키고 강판됐을 때도 3차례의 세이브 달성에 실패하는 등 후반기의 승패는 3승 7패로 끝나 팀도 포스트 시즌 진출에는 실패했다.
10월 31일에 FA가 됐고 12월 6일에 연봉 1,600만 달러+성과급 지급의 1년 계약으로 재계약에 합의했다는 사실이 보도돼 12월 7일에 정식 발표됐다.

#### 2014년
4월 25일, LA 에인절스와의 경기에서 최악의 성적인 8실점을 기록하는 등 5월까지의 성적은 평균 자책점 4.56, WHIP 1.32의 성적을 남겼다. 7월 초순에는 CC 사바시아나 다나카 마사히로가 부상자 명단에 들어간 것에 의해 개막 이후부터 선발 로테이션을 지키는 유일한 투수가 됐고 전반기에는 19경기에 선발로 나서 6승 6패, 평균 자책점 4.10, WHIP 1.21의 성적을 남겼다. 7월 25일 토론토 블루제이스전에서 일본인 역대 두 번째인 메이저 리그 통산 200번째 선발로 나섰다. 같은 달 30일, 텍사스 레인저스전에서는 구로다의 뒤를 이어 히로시마에서 활약했던 콜비 루이스와 맞대결을 펼쳤지만 패전 투수가 됐고 퀄리티 스타트를 달성하면서도 패전 수가 현역 선수로서는 최다인 30패가 됐다. 8월 25일에는 히로시마현에서 발생했던 산사태 피해를 입은 이재민에게 성금을 보냈다. 같은 달 28일 디트로이트 타이거스와의 경기에서 일본인 선수로서는 노모 히데오 이래 5년 연속 규정 투구 이닝에 도달했다. 9월 3일 보스턴 레드삭스전에서는 전년도에 이어 스스로 기록을 경신하는 5년 연속 두 자릿수 승리에 도달했고 같은 달 14일 볼티모어 오리올스전에서 미일 통산 3000투구 이닝에 도달했다. 시즌 마지막 등판이 된 25일 볼티모어 오리올스전에서는 완투하면 자신의 3년 연속 200 투구 이닝 달성이라는 상황 속에서 8이닝 2실점으로 호투했지만 9회에 데이비드 로버트슨이 동점타를 허용하는 바람에 승리 투수가 되지 못했다. 이 경기에서는 시즌을 통해 구로다의 호투와 공헌도를 지켜본 조 지라디 감독으로부터 9회에도 계속 던지라는 권유를 받았지만 데릭 지터의 현역 마지막 홈 경기였다는 이유로 ‘오늘은 나의 날이 아니다’라며 고사했다. 팀은 2년 연속으로 포스트 시즌 진출에는 실패했지만 후반기에는 13경기에 선발로 나와 5승 3패, 평균 자책점 3.16, WHIP 1.03의 성적을 남겼고 팀의 선발 투수로서는 유일하게 개막 이후부터 선발 로테이션을 지켰다. 일본인 최초의 메이저 리그 전체 30개 구단을 상대로 한 승리는 다음 시즌으로 미뤘다.
시즌 종료 후 FA가 됐고 시즌 11승은 다나카의 13승에 뒤를 이은 팀내 2위이며, 탈삼진수는 팀내 1위인 146개를 기록했다. 양키스는 FA선수에 대해서 1년 계약을 제시하는 퀄리파잉 오퍼를 신청하지 않고 그 후 구로다의 옛 친정팀인 로스앤젤레스 다저스가 오퍼를 제시했던 사실이 밝혀졌다. 로스앤젤레스 다저스 외에도 샌디에이고 파드리스도 1,800만 달러의 오퍼를 제시했다.

### 히로시마 시절(제2차)
2014년 12월 27일에 옛 친정팀인 히로시마와 계약을 맺었다는 사실을 구단측이 발표했다. 1년 계약에 연봉은 4억 엔으로 추정되며(인센티브도 추가), 등번호는 2007년까지 착용했던 15번으로 결정됐다. 위에서 말한 해외로부터 거액의 영입 제안을 거절하고 일본 국내의 옛 친정팀인 히로시마 카프에 복귀하기로 결정했다는 뉴스는 일본 야구계 관계자들 뿐만 아니라 메이저 리그 관계자들에게도 큰 반향을 불러 일으켰다.

#### 2015년
구단 측이 조정법을 일임했기 때문에 춘계 스프링 캠프는 2월 17일부터 오키나와에서 시작되는 2차 스프링 캠프에 합류했다. 합류 전날(2월 16일)에 히로시마 시내에서 가진 복귀 기자회견에서 구로다는 다음과 같이 말했다.

나이를 생각해도 남은 야구 인생이 길지 않을 것 같다고 생각했고, 늘 마지막 등판이 돼도 좋다는 마음가짐으로 뛰고 있습니다. 공 하나하나에 얼마만큼의 마음을 담아서 던질 수 있을지를 생각해 보니까 카프의 유니폼을 입고 던져 마지막 공을 던지는 게 후회가 없을 것 같다는 생각이 들어 히로시마에 복귀하기로 결심했습니다.
3월 29일 공식전인 야쿠르트전(마쓰다 스타디움)에서 복귀 후 처음으로 등판하여 7이닝 동안 5피안타 무실점의 호투로 복귀 후 첫 승리 투수가 됐다. 또한 이 경기에서는 4회에 복귀 후 첫 안타(기록은 2루타)를 때려냈다. 5월 3일에는 오른쪽 종아리뼈 근건 주위염에 의해서 1군 출장 등록이 말소됐다. 그 해엔 40세를 맞이한 시즌이었지만 최종적으로 11승 8패, 리그 7위인 평균 자책점 2.55의 성적을 남겼다. 9월 10일에 제1회 WBSC 프리미어 12의 일본 대표팀 후보 선수로 선출됐다고 공식 발표됐다. 그러나 발표된 지 한 달 뒤인 10월 8일에 컨디션이 최상이 아니라는 이유를 들어 대표 선수에서 사퇴하겠다는 입장을 밝혔다.
다음 시즌의 거취에 대한 관심이 쏠리자, 12월 8일 스즈키 기요아키 구단본부장에게 현역 생활을 계속하겠다는 입장을 전달했다고 12월 17일에 마쓰다 스타디움내에 있는 구단 사무소에서 가진 재계약에 관한 협상에서 추정치가 약 6억 엔에 달하는 성과급 지급으로 재계약을 맺었다. 이 액수는 오릭스 버펄로스의 가네코 지히로를 웃돌면서 일본 야구계에서의 최고 연봉이 됐다. 일본인 선수의 역대 최고 액수는 2004년과 2005년의 사사키 가즈히로(요코하마)의 6억 5,000만 엔이며, 6억 엔은 2002년의 마쓰이 히데키(요미우리)의 6억 1,000만 엔에 이어 2014년의 아베 신노스케(요미우리)와 함께 역대 세 번째이다. 더 나아가 히로시마 선수로서의 야구계 최고 연봉을 기록한 것은 1985년의 야마모토 고지(당시 8,500만 엔) 이래가 됐다.

#### 2016년

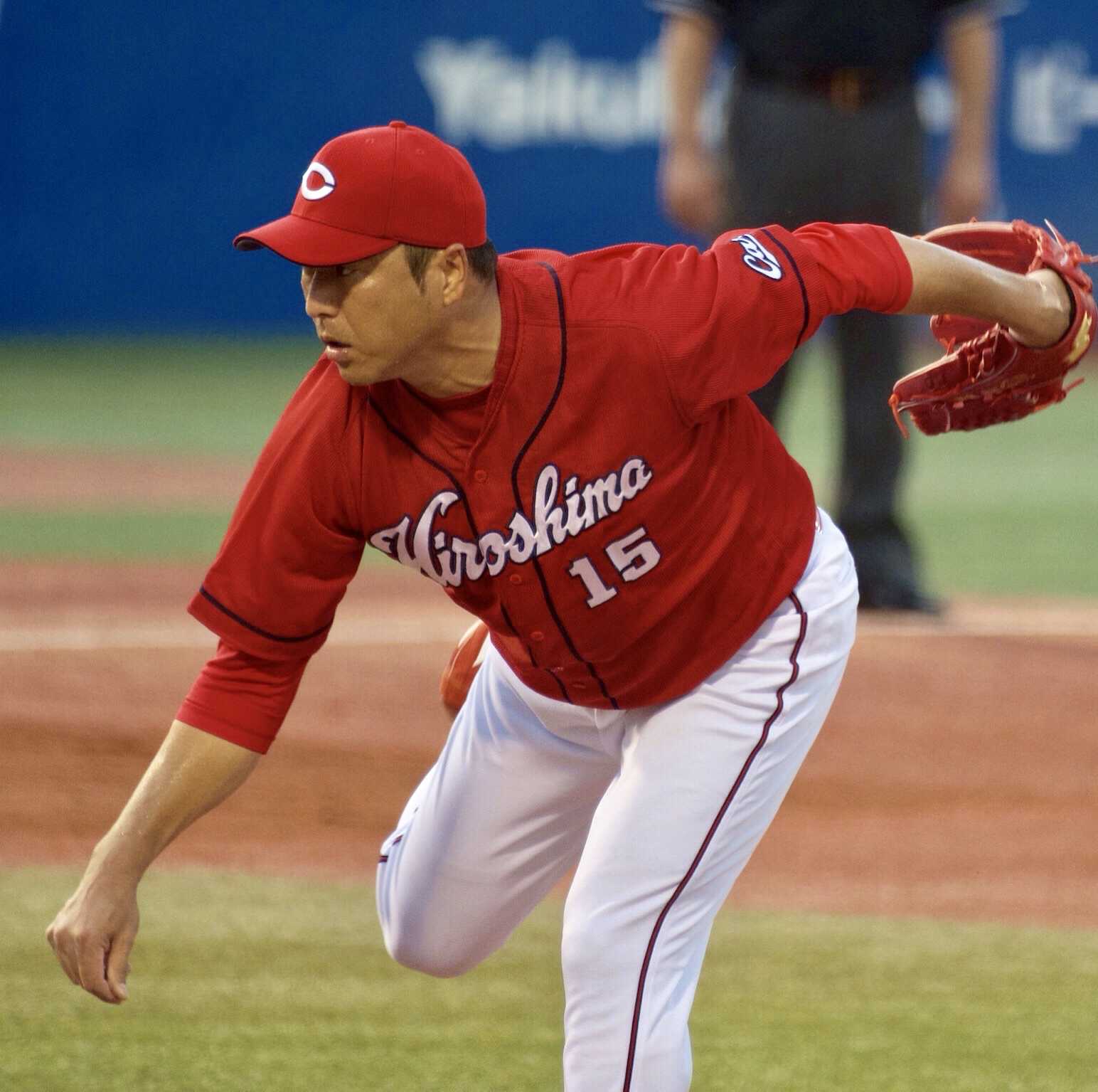
2016년 9월 3일, 메이지 진구 야구장에서

4월 2일 요미우리전(마쓰다 스타디움)에서 120개의 공을 던져 4피안타 완봉 승리를 기록했다. 40대로서의 완봉 승리는 역대 8번째이자, 41세 이상에서는 4번째 쾌거이다. 7월 23일 한신전(마쓰다 스타디움)에서는 7이닝을 던져 5피안타 무실점에서 미일 통산 200승(NPB: 121승, MLB: 79승)을 달성했다. 미일 통산 200승 달성은 노모 히데오에 이어 두 번째로 대졸 출신의 200승 달성은 무라야마 미노루 이래 46년 만의 일이다. 그리고 히로시마 토박이 선수의 200승 달성은 1992년의 기타벳푸 마나부 이래 두 번째이다. 경기 종료 후에 가진 200승 달성 축하 기념식에서는 팀 동료를 비롯한 구단 스태프들이 200승 달성 기념 로고가 새겨진 셔츠를 입고 축하해줬지만 이 셔츠의 뒷면에는 입단 1년차에 2군에서 1이닝 10실점을 기록했던 내용이 새겨져 있다.
6월 29일 야쿠르트전(마쓰다 스타디움)에서 승리하여 미일 통산 199승 가운데 198승이 선발 승리(선발 등판 시의 승리)였다고 보도된 적이 있다. 8월 20일 야쿠르트와의 경기(마쓰다 스타디움)에서의 선발 승리가 노모 히데오와 맞먹는 미일 통산 201승째인 것과 동시에 사상 최초이자 선발 승리만으로 미일 통산 200승을 달성했다. 또 대졸 출신 투수로서 사상 최초인 선발 승리만으로 200승을 달성했다. 8월 30일에는 아라이 다카히로, 리우데자네이루 올림픽 금메달리스트 가네토 리에와 함께 히로시마 현민 영예상의 수상자로 결정됐다.
히로시마가 우승 매직넘버 ‘1’로 맞이한 9월 10일, 도쿄 돔에서 열린 2위 팀 요미우리와의 맞대결에 선발로 나와, 6이닝 동안 6피안타 3실점을 기록하여 시즌 9승째를 올렸다. 미일 통산 202승째를 기록하여 노모 히데오의 미일 통산 기록(201승)을 경신했고, 미일 통산 이닝 수에 이어 미일 통산 승수에서도 역대 1위를 기록했다. 이 경기에서 승리한 히로시마는 25년 만에 통산 7번째의 리그 우승을 결정지으면서 구로다는 오가타 고이치 감독, 팀 동료 아라이 다카히로와 함께 헹가래를 받았다. 10월 1일 야쿠르트와의 경기(마쓰다 스타디움)에서 선발로 나와 시즌 10승째를 기록하면서 7년 연속 두 자릿수 승리를 달성했다. 일본 프로 야구에서는 역대 세 번째인 40대로서의 2년 연속 두 자릿수 승리 기록이라는 쾌거를 이뤘다. 양대 리그제 이후로는 구도 기미야스 이래 두 번째이자 우완 투수로서는 첫 쾌거이다.
10월 18일에 이번 시즌을 끝으로 은퇴하겠다는 의사를 밝혔고 히로시마의 한 호텔에서 기자회견을 열었다. 같은 날, 일본 시리즈를 대비한 훈련이 시작되기 전 마쓰다 스타디움 우측 외야 부근에 선수들을 모아 은퇴 의사를 전했다.
10월 25일 일본 시리즈 3차전(삿포로 돔)이 현역 생활에 있어서의 마지막 등판이 됐는데 5와 2/3이닝을 던져 85구 4피안타 1탈삼진 1실점을 기록했다. 마지막 상대 타자는 오타니 쇼헤이였다. 시즌 종료 후인 11월 4일에 은퇴 기자회견을 가지면서 구단측은 등번호 ‘15’번을 영구 결번으로 지정한다고 발표했다. 다음날인 5일에 유니폼 차림으로 우승 퍼레이드·우승 보고회에 참석해 보고회를 겸한 은퇴식에서는 히로시마 선수와 코칭 스태프들로부터 등번호와 같은 15차례의 헹가래를 받았고 마지막에는 마운드 앞에서 눈물을 흘린 채 웅크리고 앉았다. 12월 2일에 자유 계약이 공시됐다.

### 그 후
2017년부터는 야구 해설가로 활동하고 있으며 닛폰 TV, 히로시마 TV 방송, TBS 텔레비전, J SPORTS 등에서 게스트 해설자로 출연하고 있다.

## 플레이 스타일
| 구종        | 배분 % | 평균 구속 mph (km/h) | 수평 운동 in | 수직 운동 in |
| ----------- | ------ | -------------------- | ------------ | ------------ |
| 싱커        | 37.3   | 92.1 (148.2)         | -8.4         | 5.6          |
| 슬라이더    | 20.8   | 83.6 (134.5)         | 1.4          | 3.0          |
| 스플릿      | 28.2   | 87 (140)             | -4.8         | 1.4          |
| 포심        | 8.9    | 91.9 (147.8)         | -4.0         | 9.4          |
| 커브        | 4.1    | 77.2 (124.2)         | 4.6          | -2.6         |
| 컷 패스트볼 | 0.7    | 90 (144.8)           | -1.6         | 7.2          |

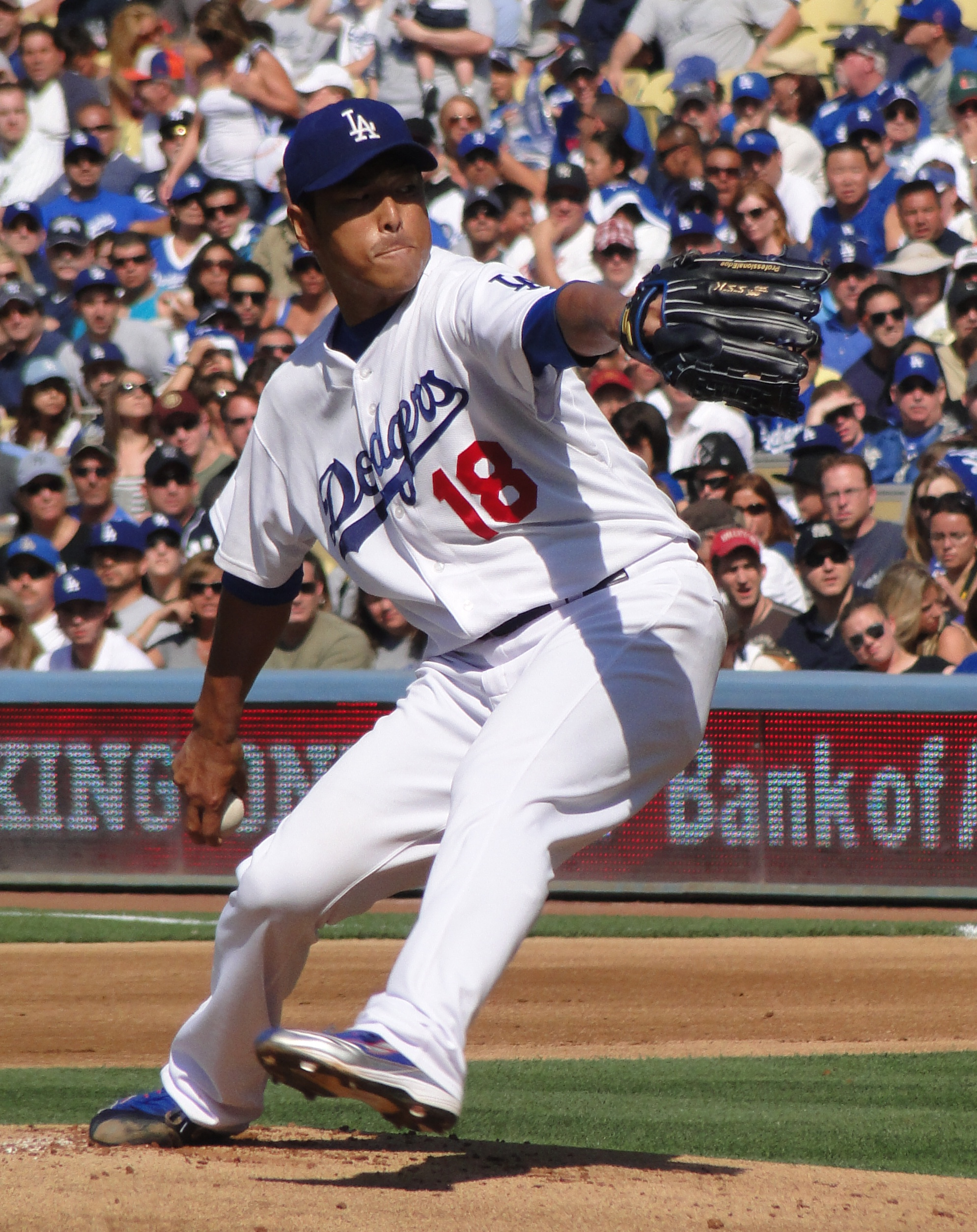
구로다의 투구폼(로스앤젤레스 다저스 시절, 2010년)

스리쿼터로부터 메이저 리그 시절의 평균 구속 91.9mph(약 147.9km/h), 속구(싱커, 포심)와 평균 구속 86.7mph(약 139.5km/h)의 포크볼(스플리터), 평균 구속 약 83.8mph(약 134.9km/h)의 슬라이더를 무기로 삼는 본격파 우완 투수로, 커브나 컷 패스트볼도 섞어 던진다. 그 중에서도 슬라이더와 포크볼은 메이저 리그에서도 높은 평가를 얻었으며 특히 포크볼은 대니 하렌의 스플리터와 더불어 ‘현역 최고의 스플리터’라는 평가를 받았다. 최고 속도는 메이저 리그에 이적하기 전이었던 히로시마 시절에 157km/h를 기록했고 히로시마에 복귀한 이후에는 컷 패스트볼의 투구 비율을 늘렸다.
메이저 리그 이적을 전후로 투구 스타일을 바꾸었는데 메이저 리그 이적 전에는 포심을 주축으로 했던 반면 있었지만 다저스로 이적하기 몇 년 전부터 “투심 계열을 안으로, 슬라이더 계열을 밖으로, 포크로 높낮이를 더한다. 타자가 노리는 볼을 던져서 치게 한 다음 그것을 잡아내는 게 이상적”이라는 구상을 세웠고 이적 후에는 포심을 거의 던지지 않고 투심이 주축이 되는 투구를 취했다. 그 때문에 히로시마 시절에 던졌던 최고 속도 150 km/h를 넘기도 하는 슈트를 오른쪽 타자의 무릎으로 떨어지는 고속 싱커(쥐는 것은 투심)로 진화시켰다.
히로시마 시절(메이저 리그 이적 전)에는 완투수가 리그 1위를 차지했던 시즌이 여섯 번이나 있어 강인한 인상을 가졌다는 이유로 ‘미스터 완투’(ミスター完投)라는 별명을 얻었으나 완봉 수는 1년에 한 번 꼴이었다. 11년 동안 74차례 완투를 기록했으나 완봉은 14차례에 불과했다. 구로다 자신도 완투에 집착하는 면이 있었으나 메이저 리그에서 플레이하게 된 이후로는 “아무리 한 경기를 완봉해도 다음 등판에서 녹아웃이 돼버리면 팀의 입장에서는 아무 의미가 없다. 그것보다는 7회, 7회를 연속해서 빈틈없이 던져 주는 것이 팀에의 공헌도가 높다. 이 상황에서 완투에 집착하는 것은 자기 만족에 지나지 않는다”라고 생각하게 됐다고 한다.
OB로부터 높은 평가를 받았는데 에가와 스구루는 자신의 저서에서 “컨디션이 좋은 날의 그의 스트레이트는 한가운데에 들어와도 칠 수가 없다”라고 말했고 2006년 7월 2일 주니치 드래건스전(나고야 돔)에서 완봉 승리를 거두었을 때 주니치 감독이던 오치아이 히로미쓰는 “오늘(3피안타 완봉)의 구로다는 내가 현역이었더라도 칠 수가 없었을 것이다. 그러니 우리 선수가 칠 수 있을 리가 없다”라고 극찬했다.
타구 처리의 대한 평가도 높았고 2008년에는 35차례의 보살을 기록했다. 1999년 한신 고시엔 구장에서 열린 한신 타이거스전에서는 만루 상황에 결승 세이프티 번트를 성공시킨 적이 있으나 타격은 그다지 좋지 않아 연속 무안타를 기록한 적도 있어 2010년에 개막 이후부터 39타석 무안타를 이어갔던 시기에는 현지 지역 신문으로부터 “아무리 투수라지만 너무하다”라는 혹평이 내려진 적도 있다.
위에서 말한 바와 같이 높은 평가를 얻은 한편 호투한 경기에서도 타선의 지원을 얻지 못했던 것으로도 유명하다. 또한 앞에서 말한대로 다저스 시절에는 거의 매년 호투를 했는데도 타선이 받쳐주질 않아 조 토리 감독도 그 점에 대해서 안타깝게 여겼고 ESPN으로부터도 “타선의 지원이 적어 승수가 좀처럼 늘어나지 않는 탓에 과소평가되고 있다”라고 지적하여 2006년 히로시마 시절에는 최우수 평균 자책점을 기록했음에도 불구하고 원호율은 최하위였다. 양키스에 이적한 후에도 다른 로테이션 투수들에 비해 호투한 경기에서의 타선 지원이 현저하게 떨어져서 언론에서도 “구로다는 변호사를 고용해서 힘을 보태주지 않는 팀 동료들을 고소해야 한다”라는 기사가 나오기까지 했다.

## 에피소드

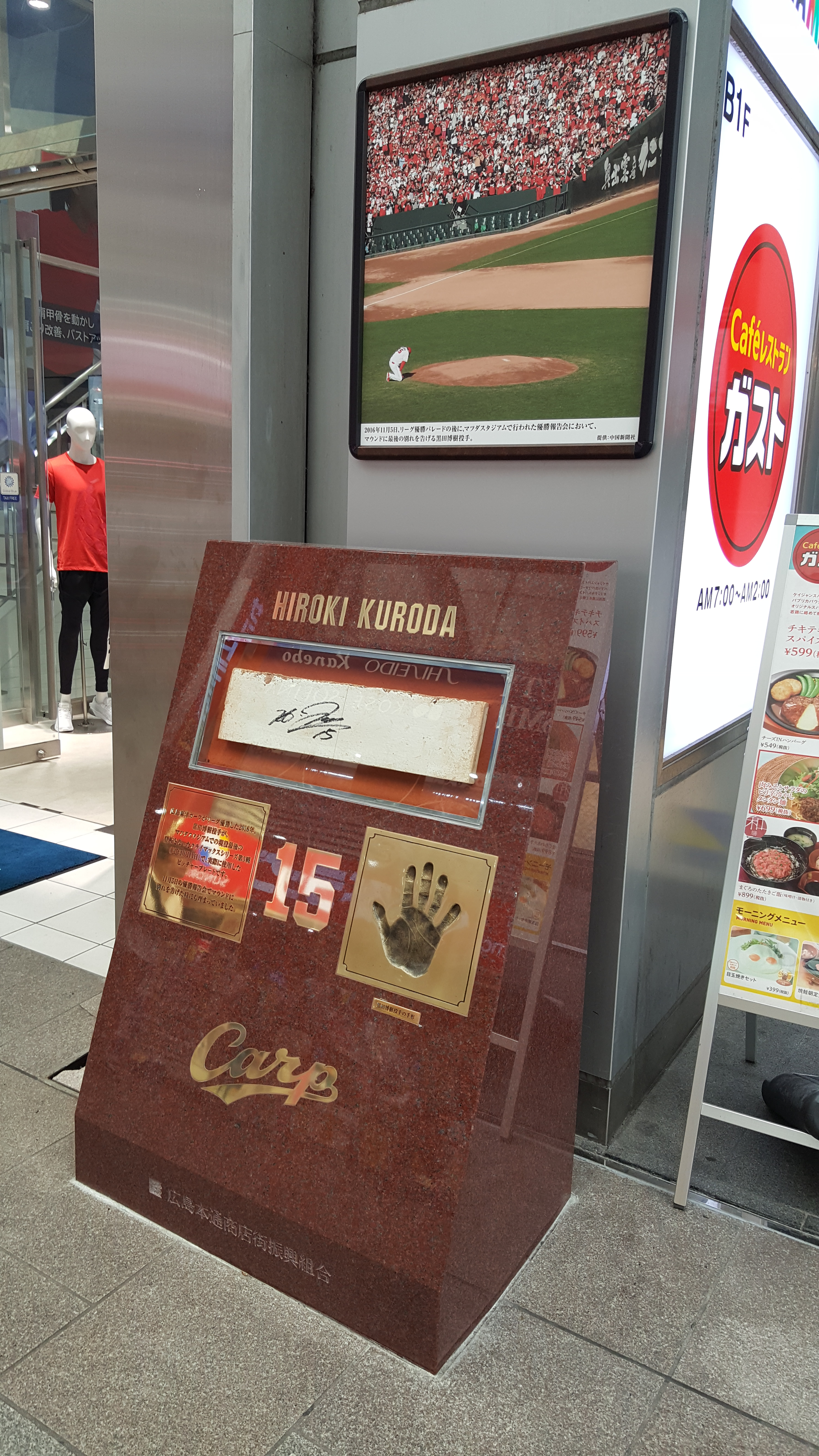
히로시마 혼도오리 상점가에 위치한 혼도오리 힐스 앞에 세워진 구로다의 비석

- 별명은 ‘쿠로’(クロ)[169][170], ‘히로’(ヒロ)[171]이다.

- 부모를 암으로 잃은 탓에 암의 연구나 계몽 활동에 고액의 기부를 해왔는데 이 사실이 로스앤젤레스의 언론에 소개된 적도 있다. 부친이 폐암에 걸렸을 때는 입원 병원이 있는 히로시마에 자주 드나들었고 메이저 리그 도전을 1년 후로 미룬 것에는 부친의 투병에 힘을 실어드리고 싶다는 기분이 강했다고 한다.[157][172]

- 우에노미야 고등학교 시절 3년 간은 대기 투수였다. 특히 고교 3학년 여름에는 니시우라 가쓰히로(전 닛폰햄), 미조시타 노부타카 다음으로 팀의 세 번째 투수로 활약했다.[173]

- 히로시마 시절인 2006년 시즌 종반, FA 이적 정보가 각 스포츠 신문을 달구고 있는 가운데 히로시마 팬들이 움직여서 완성시킨 것이 히로시마 시민 구장 외야석에 갑자기 등장한 대형 플래카드이다. 여기에는 많은 팬들로부터의 메시지, 그리고 큰 글씨로 ‘우리는 함께 싸워왔다 지금까지도, 앞으로도… 미래로 빛나는 그 날까지 그대가 눈물을 흘린다면 그대의 눈물이 되어주리 Carp의 에이스 구로다 히로키’(我々は共に闘って来た 今までもこれからも… 未来へ輝くその日まで 君が涙を流すなら 君の涙になってやる Carpのエース 黒田博樹)라고 쓰여져 있었다. 더욱이 시즌 최종 등판 경기에는 만원으로 몰린 팬들이 구로다의 등번호 ‘15’번을 빨간 플래카드를 내걸어 구장 전체를 빨간색으로 물들이고 이후에 “그 팬들의 기분은 대단했다”라고 말했다. 이 일련의 에피소드는 이듬해 2007년 7월 《누군가를 위해서 - 구로다 히로키 이야기》(만화: 요시하라 모토키, 원안 협력·취재: 도쓰카 게이)로서 만화로 만들어져 영 애니멀(하쿠센샤)에 게재됐다.

- 로스앤젤레스 다저스 시절에 거의 매일같이 함께 캐치볼을 했던 클레이턴 커쇼와는 사이가 좋다.[174] 커쇼와는 나이차가 10살 이상이나 되는 데다가 국적이나 사고방식, 생활 습관 등도 달랐지만 서로를 존중하면서 성장했다고 한다.[175] 투구와 관련해서 자주 이야기를 나눴을 뿐만 아니라 사적인 자리에서도 자주 식사를 함께 하거나 선물을 주고 받을 정도로 관계가 깊었다.[175] 2011년에 트레이드를 통한 이적으로 마음이 기울었을 때에도 커쇼에게만 심경을 털어놓는 등[176] 그 해 로스앤젤레스 다저스에서 마지막 등판이 된 경기를 앞두고 커쇼와 캐치볼을 했을 때에도 커쇼는 그 해에 233이닝을 던지고 이미 시즌 마지막 등판을 끝낸 상태라 코치진에서 캐치볼을 하지 말라는 금지령이 내렸지만 커쇼는 “괜찮다. 구로다가 선발이니까 내가 캐치볼 상대를 하는 게 당연하지 않은가”라면서 캐치볼을 계속했다고 한다.[177] 커쇼는 그 해 마지막 미팅에서도 “구로다에게 말해두고 싶다. 내년에도 다저스에 남아줬으면 좋겠다”라고 이야기하여 미팅이 끝난 뒤 락커룸으로 돌아온 구로다는 감회가 벅찬 나머지 끝내 울음을 터뜨렸다고 한다.[178] 그 해 시즌 종료 후 FA가 되면서 이적할 구단을 선택할 때가 되자 “커쇼와 상대 투수로 맞붙고 싶지는 않다”라는 마음에서 내셔널 리그의 구단으로 이적하는 것은 피했다고 한다.[179] 2013년 7월 31일 로스앤젤레스 다저스와의 경기에서 커쇼와의 대전이 성사됐을 때 경기는 뉴욕 양키스가 승리했지만 구로다가 7이닝 5피안타 무실점, 커쇼가 8이닝 5피안타 무실점으로 각각 호투하여 서로 승패는 연결짓지 못하고[180] 구로다는 “커쇼라면 어쩔 수 없다고 생각해 버렸었고, 이런 전개라면 좀처럼 이길 찬스가 없을 거라고 생각하고 있었기 때문에 나는 항상 0점으로 막아낼 수 밖에 없다고 생각했었다”[181]라고 말했고 커쇼도 “그는 아메리칸 리그에서 가장 좋은 투수 중의 한사람이므로 지는 것도 어쩔 수 없다”라고 밝혔다.[182]

- 은퇴 선언으로 커쇼를 찾아갔을 때도 선발 등판 다음날이었던 커쇼가 캐치볼을 하자고 하여 5년간 사용했던 글러브에 메시지가 새겨진 물건을 선물로 받았다.[171]

- 일본과는 방식이 다른 미국의 트레이닝에 대해 구로다는 다음과 같이 말했는데 적극적으로 미국식 트레이닝을 수용한다는 입장을 밝혔다.

미국에 왔으니 미국식 야구를 받아들여야 나 자신도 저쪽에서 받아줄 것이라고 생각했다. 여기에 온 이상 이쪽의 방식도 스스로 시도해 봐야겠다. 이런 자세가 다른 사람들한테도 전해질 거라고 믿는다. 미국 야구를 하러 왔으니 조정법이든 트레이닝이건 간에 일단 받아들이는 게 중요하다고 본다. … 결과도 매년 그리 좋지 않았으니 미국의 방식을 믿고 시도해 보는 것도 나한테는 좋은 일이었다.
또 일본에서 활약했던 시절에는 “연습이나 경기에만 있는 날도 있겠고 느긋하게 보내는 날도 있을 것이다”라는 식의 메이저 리그에 대한 막연한 이미지밖에는 없었지만 거의 매일같이 유니폼을 입고 구장에 가야 하는 현실을 경험하고 연습시간이 길다는 소리를 듣는 일본 야구가 오히려 ‘힘들지 않다’라는 느낌이 들었다고 한다. 그 때문에 “일본에서와 같은 조정으로는 절대로 신체가 배겨나지 못하겠다”라는 생각에 조정법을 바꾸기에 이르렀다고 한다.
- 고교 시절 사이고 다카모리가 조카 이치키 마사나오에게 직접 보낸 ‘눈을 견디면서 피어나는 매화가 곱기도 하여라’(雪に耐えて梅花麗し)라는 말에 깊은 감명을 받아 그 이후로 그것을 좌우명으로 삼고 있다. 양키스 시절인 2012년에 스프링 캠프 미팅에서 각 선수들이 돌아가면서 자신이 좋아하는 말을 소개했을 때 구로다가 이 말을 소개했다. 이 말에 주장 데릭 지터와 감독인 조 지라디도 공감을 표했다고 한다.[185]

- 고등학생 시절부터 B'z의 곡을 감명깊게 들은 터라 2015년도 등장곡에 사용된 《RED》는 B'z가 구로다를 위해서 새로 쓴 곡이었다고 한다(B'z가 장르를 불문하고 한 개인을 위해서 곡을 제공한 것은 이것이 처음이었다).[186]

- 일본인 투수로는 사상 처음으로 일본과 미국의 선발 승리수만으로 200승(노모 히데오의 선발 승리수는 199승), 대졸 출신으로는 프로 사상 처음으로 선발 승리수(선발 투수 승리수)에서 200승에 달한 투수이다(지금까지 대졸 출신의 200승 투수는 4명이 있었는데 모두 선발 투수 승리와 구원 투수 승리를 합산하여 200승을 기록했다. 대졸 200승짜리 선발 승리수는 무라야마 미노루가 188승, 후지모토 히데오가 184승, 와카바야시 다다시가 179승, 스기시타 시게루가 133승이다. 참고로 고등학교를 졸업하고 사회인 야구팀을 거쳐 프로에 입단한 노모 히데오는 위에서 말한대로 미일 통산 선발 승리수는 199승이자 구원으로 나와 승리를 따낸 2승과 합산하여 201승이다).[187]

- 2015년 9월에는 유엔 체계 훈련조사연구소(UNITAR)의 친선 대사로 임명됐다.[188]

- 히로시마 시절의 2년 후배이며 자신의 히로시마 복귀와 같이 2014년 시즌 종료 후 히로시마에 복귀한 아라이 다카히로와는 ‘맹우’라고도 불릴 정도의 절친한 사이인데[189] 아라이가 현역 은퇴한 직후인 주고쿠 신문 2018년 11월 5일자 조간 신문에 아라이의 은퇴를 격려하는 2면짜리 전면 광고를 자비로 게재했다. 사전 예고 등은 전혀 없었고 아라이 본인에게도 알리지 않았다고 한다.[190] 히로시마 지역 신문을 광고하면서 도쿄에서도 이 신문을 찾는 사람들이 속출하여 전국적으로 화제가 됐고 이듬해에는 일본신문협회가 주관한 제39회 신문광고상 대상 수상자로 선정됐다.[191][192] 대상을 개인이 차지하는 것은 처음이다.[193]

## 상세 정보

### 출신 학교
- 우에노미야 고등학교
- 센슈 대학

### 선수 경력
NPB
- 히로시마 도요 카프(1997년 ~ 2007년, 2015년 ~ 2016년)

MLB
- 로스앤젤레스 다저스(2008년 ~ 2011년)
- 뉴욕 양키스(2012년 ~ 2014년)

국가 대표 경력
- 2004년 아테네 올림픽 일본 국가대표

### 수상·타이틀 경력

#### 타이틀
NPB
- 다승왕 : 1회(2005년)
- 최우수 평균 자책점 : 1회(2006년)

#### 수상
NPB
- 최우수 투수 : 1회(2005년)
- 베스트 나인 : 1회(2005년)
- 골든 글러브상 : 1회(2005년)
- 월간 MVP : 3회(2005년 5월, 2006년 7월, 2006년 8월)
- 최우수 JCB·MEP상 : 1회(2003년)
- 우수 JCB·MEP상 : 2회(2001년, 2006년)
- 스피드업상 : 1회(2006년)
- 커미셔너 특별 수상(2016년) ※공로상
- 일본 야구 전당 헌액자(2024년)

그 외
- 히로시마 시민상 : 2회(2006년[194], 2016년[195])
- 히로시마 현민 영예상(2016년[196])
- 비트 다케시의 엔터테인먼트상 : 2회(특별상: 2015년, 의협심상: 2017년)
- 해피 핸드(2016년)[197]
- 신문광고상 광고주부문·신문광고대상(2019년[191])

#### 국제 대회
- 2004년 아테네 올림픽 동메달

### 개인 기록

#### 투수 기록(NPB)
첫 기록
- 첫 등판·첫 선발·첫 승리·첫 완투 : 1997년 4월 25일, 대 요미우리 자이언츠 4차전(도쿄 돔)[주 1]
- 첫 탈삼진 : 상동, 1회말에 마쓰이 히데키로부터
- 첫 완봉 승리 : 1997년 6월 3일, 대 한신 타이거스 9차전(니시쿄고쿠 야구장)
- 첫 세이브 : 2006년 10월 16일, 대 주니치 드래건스 22차전(히로시마 시민 구장)

기록 달성 경력
- 통산 1000투구 이닝 : 2004년 4월 22일, 대 야쿠르트 스왈로스 6차전(메이지 진구 야구장), 4회말에 제이슨 베벌린을 삼진으로 잡아 달성 ※역대 295번째
- 통산 1000탈삼진 : 2006년 4월 6일, 대 한신 타이거스 2차전(구라시키 머스켓 스타디움), 5회초에 아카호시 노리히로로부터 ※역대 117번째
- 통산 1500투구 이닝 : 2006년 8월 18일, 대 요코하마 베이스타스 14차전(요코하마 스타디움), 5회말 1사로부터 긴조 다쓰히코를 중견수 뜬공으로 잡아 달성 ※역대 157번째
- 통산 100승 : 2007년 7월 14일, 대 요미우리 자이언츠 11차전(도쿄 돔), 9이닝 2실점 완투 승리 ※역대 123번째
- 통산 2000투구 이닝 : 2016년 8월 27일, 대 주니치 드래건스 18차전(나고야 돔), 3회말 무사에서 곤도 히로키를 2루 땅볼로 잡고, 1아웃을 빼앗아 달성 ※역대 88번째

#### 타격 기록(NPB)
- 첫 타점 : 1997년 4월 25일, 대 요미우리 자이언츠 4차전(도쿄 돔), 4회초에 니시야마 가즈타카로부터 밀어내기 볼넷
- 첫 안타 : 1997년 5월 27일, 대 요미우리 자이언츠 8차전(후쿠오카 돔), 5회초에 마키하라 히로미로부터 우전 안타
- 첫 도루 : 2005년 5월 17일, 대 지바 롯데 마린스 1차전(후쿠야마 시민 구장), 5회말에 2루 안착(투수: 오노 신고, 포수: 하시모토 다스쿠)
- NPB 통산 : 595타수 47안타(0.079) 0홈런 20타점[198]

#### 기타(NPB)
- 올스타전 출장 : 5회(2001년, 2005년 ~ 2007년, 2015년)
- 시즌 두 자릿수 승리 : 8회

#### MLB 투수 기록
첫 기록
- 첫 등판·첫 승리 : 2008년 4월 4일(현지 시간), 대 샌디에이고 파드리스 전(펫코 파크)
- 첫 탈삼진 : 상동, 1회말에 이구치 다다히토로부터
- 첫 완봉 : 2008년 6월 6일(현지 시간), 대 시카고 컵스 전(다저 스타디움)[199]

일본인 선수(투수)로서의 최고 기록
- 3년 연속 200 이닝 이상[200]
- 내셔널 리그 전 구단 승리 : 2013년 6월 19일(현지 시간), 대 로스앤젤레스 다저스 전(양키 스타디움) ※일본인으로서는 최초[201]
- MLB 29개 구단 상대로 승리 ※노모 히데오와 나란히 일본인 선수 최고 기록[201]

#### MLB 타격 기록
첫 기록
- 첫 안타·첫 타점 : 2008년 4월 14일(현지 시간), 대 피츠버그 파이리츠 전(다저 스타디움)

#### 그 외의 기록(MLB)
- 시즌 두 자릿수 승리 : 5회

#### 미일 통산 기록 달성
- 150승 : 2012년 6월 13일(현지 시간), 대 애틀랜타 브레이브스 전(터너 필드), 6이닝 2실점
- 2000탈삼진 : 2013년 6월 7일(현지 시간), 대 시애틀 매리너스 전(세이프코 필드), 2회말에 라울 이바녜스로부터 헛스윙 삼진을 잡아 달성
- 200승 : 2016년 7월 23일, 대 한신 타이거스 17차전(MAZDA Zoom-Zoom 스타디움 히로시마), 7이닝 무실점[133]
- 200승(선발 투수 승리에만 있는 200승째) : 2016년 8월 20일, 대 야쿠르트 스왈로스 19차전(MAZDA Zoom-Zoom 스타디움 히로시마), 7이닝 무실점 ※사상 최초(NPB / MLB)[1]
- 3000투구 이닝 : 2014년 9월 15일, 대 볼티모어 오리올스 전(오리올 파크 앳 캠던 야즈), 3회 무사에 닉 헌들리(3루 땅볼)를 상대로 달성 ※미국과 일본을 통틀어 역대 두 번째[202]

일본인 선수(투수)로서의 최고 기록
- 미일 40개 구단 상대로 승리(MLB 29개 구단 / NPB 11개 구단) : 2015년 5월 29일, 대 오릭스 버펄로스 전(교세라 돔 오사카)[2]

### 등번호
- 15(1997년 ~ 2007년, 2015년 ~ 2016년) ※히로시마 도요 카프의 영구 결번
- 18(2008년 ~ 2014년)

### 연도별 투수 성적
| 연 도      | 소 속      | 등 판 | 선 발 | 완 투 | 완 봉 | 무 4 구 | 승 리 | 패 전 | 세 이 브 | 홀 드 | 승 률 | 타 자 | 이 닝  | 피 안 타 | 피 홈 런 | 볼 넷 | 고 4 | 몸 맞 | 탈 삼 진 | 폭 투 | 보 크 | 실 점 | 자 책 점 | 평 자 책 | W H I P |
| ---------- | ---------- | ----- | ----- | ----- | ----- | ------- | ----- | ----- | -------- | ----- | ----- | ----- | ------ | -------- | -------- | ----- | ---- | ----- | -------- | ----- | ----- | ----- | -------- | -------- | ------- |
| 1997년     | 히로시마   | 23    | 23    | 4     | 1     | 0       | 6     | 9     | 0        | --    | .400  | 601   | 135.0  | 147      | 17       | 63    | 0    | 4     | 64       | 8     | 1     | 72    | 66       | 4.40     | 1.56    |
| 1998년     | 히로시마   | 18    | 6     | 0     | 0     | 0       | 1     | 4     | 0        | --    | .200  | 199   | 45.0   | 53       | 5        | 24    | 0    | 1     | 25       | 1     | 0     | 34    | 33       | 6.60     | 1.71    |
| 1999년     | 히로시마   | 21    | 16    | 2     | 1     | 0       | 5     | 8     | 0        | --    | .385  | 406   | 87.2   | 106      | 20       | 39    | 1    | 3     | 55       | 4     | 0     | 70    | 66       | 6.78     | 1.65    |
| 2000년     | 히로시마   | 29    | 21    | 7     | 1     | 0       | 9     | 6     | 0        | --    | .600  | 623   | 144.0  | 147      | 21       | 61    | 2    | 1     | 116      | 3     | 0     | 73    | 69       | 4.31     | 1.44    |
| 2001년     | 히로시마   | 27    | 27    | 13    | 3     | 3       | 12    | 8     | 0        | --    | .600  | 786   | 190.0  | 175      | 19       | 45    | 1    | 8     | 146      | 7     | 0     | 72    | 64       | 3.03     | 1.16    |
| 2002년     | 히로시마   | 23    | 23    | 8     | 2     | 1       | 10    | 10    | 0        | --    | .500  | 671   | 164.1  | 166      | 16       | 34    | 3    | 1     | 144      | 1     | 0     | 69    | 67       | 3.67     | 1.22    |
| 2003년     | 히로시마   | 28    | 28    | 8     | 1     | 4       | 13    | 9     | 0        | --    | .591  | 827   | 205.2  | 197      | 18       | 45    | 2    | 3     | 137      | 5     | 1     | 77    | 71       | 3.11     | 1.18    |
| 2004년     | 히로시마   | 21    | 21    | 7     | 1     | 1       | 7     | 9     | 0        | --    | .438  | 639   | 147.0  | 187      | 17       | 29    | 1    | 2     | 138      | 1     | 0     | 81    | 76       | 4.65     | 1.47    |
| 2005년     | 히로시마   | 29    | 28    | 11    | 1     | 3       | 15    | 12    | 0        | 0     | .556  | 852   | 212.2  | 183      | 17       | 42    | 2    | 7     | 165      | 7     | 0     | 76    | 75       | 3.17     | 1.06    |
| 2006년     | 히로시마   | 26    | 25    | 7     | 2     | 3       | 13    | 6     | 1        | 0     | .684  | 744   | 189.1  | 169      | 12       | 21    | 4    | 7     | 144      | 5     | 0     | 49    | 39       | 1.85     | 1.00    |
| 2007년     | 히로시마   | 26    | 26    | 7     | 1     | 2       | 12    | 8     | 0        | 0     | .600  | 738   | 179.2  | 176      | 20       | 42    | 3    | 5     | 123      | 1     | 0     | 78    | 71       | 3.56     | 1.21    |
| 2008년     | LAD        | 31    | 31    | 2     | 2     | 2       | 9     | 10    | 0        | 0     | .474  | 776   | 183.1  | 181      | 13       | 42    | 8    | 7     | 116      | 5     | 0     | 85    | 76       | 3.73     | 1.22    |
| 2009년     | LAD        | 21    | 20    | 0     | 0     | 0       | 8     | 7     | 0        | 0     | .533  | 485   | 117.1  | 110      | 12       | 24    | 1    | 1     | 87       | 5     | 0     | 59    | 49       | 3.76     | 1.14    |
| 2010년     | LAD        | 31    | 31    | 0     | 0     | 0       | 11    | 13    | 0        | 0     | .458  | 810   | 196.1  | 180      | 15       | 48    | 13   | 5     | 159      | 12    | 0     | 87    | 74       | 3.39     | 1.16    |
| 2011년     | LAD        | 32    | 32    | 0     | 0     | 0       | 13    | 16    | 0        | 0     | .448  | 838   | 202.0  | 196      | 24       | 49    | 6    | 5     | 161      | 12    | 1     | 77    | 69       | 3.07     | 1.21    |
| 2012년     | NYY        | 33    | 33    | 3     | 2     | 1       | 16    | 11    | 0        | 0     | .593  | 891   | 219.2  | 205      | 25       | 51    | 2    | 8     | 167      | 13    | 0     | 86    | 81       | 3.32     | 1.17    |
| 2013년     | NYY        | 32    | 32    | 1     | 1     | 1       | 11    | 13    | 0        | 0     | .458  | 824   | 201.1  | 191      | 20       | 43    | 2    | 5     | 150      | 6     | 0     | 79    | 74       | 3.31     | 1.16    |
| 2014년     | NYY        | 32    | 32    | 0     | 0     | 0       | 11    | 9     | 0        | 0     | .550  | 820   | 199.0  | 191      | 20       | 35    | 0    | 7     | 146      | 13    | 0     | 91    | 82       | 3.71     | 1.14    |
| 2015년     | 히로시마   | 26    | 26    | 1     | 0     | 0       | 11    | 8     | 0        | 0     | .579  | 685   | 169.2  | 158      | 8        | 29    | 0    | 7     | 106      | 3     | 0     | 53    | 48       | 2.55     | 1.10    |
| 2016년     | 히로시마   | 24    | 24    | 1     | 1     | 0       | 10    | 8     | 0        | 0     | .556  | 623   | 151.2  | 152      | 14       | 30    | 3    | 3     | 98       | 3     | 0     | 54    | 52       | 3.09     | 1.20    |
| NPB : 13년 | NPB : 13년 | 321   | 294   | 76    | 15    | 17      | 124   | 105   | 1        | 0     | .541  | 8394  | 2021.2 | 2016     | 204      | 504   | 22   | 52    | 1461     | 49    | 2     | 858   | 797      | 3.55     | 1.25    |
| MLB : 7년  | MLB : 7년  | 212   | 211   | 6     | 5     | 4       | 79    | 79    | 0        | 0     | .500  | 5444  | 1319.0 | 1254     | 129      | 292   | 32   | 38    | 986      | 66    | 1     | 564   | 505      | 3.45     | 1.17    |

- 굵은 글씨는 시즌 최고 성적.

### 연도별 수비 성적
| 연도 | 소속     | 투수  | 투수  | 투수  | 투수  | 투수  | 투수     |
| 연도 | 소속     | 경 기 | 척 살 | 보 살 | 실 책 | 병 살 | 수 비 율 |
| ---- | -------- | ----- | ----- | ----- | ----- | ----- | -------- |
| 1997 | 히로시마 | 23    | 11    | 40    | 0     | 5     | 1.000    |
| 1998 | 히로시마 | 18    | 4     | 7     | 0     | 2     | 1.000    |
| 1999 | 히로시마 | 21    | 10    | 18    | 1     | 4     | .966     |
| 2000 | 히로시마 | 29    | 7     | 26    | 0     | 1     | 1.000    |
| 2001 | 히로시마 | 27    | 16    | 34    | 0     | 2     | 1.000    |
| 2002 | 히로시마 | 23    | 15    | 29    | 1     | 3     | .978     |
| 2003 | 히로시마 | 28    | 19    | 43    | 0     | 7     | 1.000    |
| 2004 | 히로시마 | 21    | 11    | 28    | 0     | 0     | 1.000    |
| 2005 | 히로시마 | 29    | 17    | 39    | 2     | 3     | .966     |
| 2006 | 히로시마 | 26    | 9     | 35    | 0     | 4     | 1.000    |
| 2007 | 히로시마 | 26    | 8     | 34    | 2     | 1     | .955     |
| 2008 | LAD      | 31    | 18    | 38    | 2     | 2     | .966     |
| 2009 | LAD      | 21    | 8     | 12    | 1     | 0     | .952     |
| 2010 | LAD      | 31    | 8     | 25    | 3     | 0     | .917     |
| 2011 | LAD      | 32    | 15    | 36    | 0     | 5     | 1.000    |
| 2012 | NYY      | 33    | 11    | 31    | 0     | 3     | 1.000    |
| 2013 | NYY      | 32    | 12    | 25    | 0     | 3     | 1.000    |
| 2014 | NYY      | 32    | 18    | 16    | 1     | 0     | .971     |
| 2015 | 히로시마 | 26    | 4     | 29    | 2     | 3     | .943     |
| 2016 | 히로시마 | 24    | 7     | 28    | 0     | 2     | 1.000    |
| NPB  | NPB      | 321   | 138   | 390   | 8     | 37    | .985     |
| MLB  | MLB      | 212   | 90    | 183   | 7     | 13    | .975     |

- 굵은 글씨는 시즌 최고 성적.
- 연도에서 굵은 글씨는 골든 글러브상 수상 연도

## 저서
- 구로다 히로키 (2012년 5월). 《決めて断つ》 [결심하고 끊는다] (일본어). 베스트셀러스. ISBN 978-4584133828. ※2015년 3월 시점에서 3만 부가 팔려 나감[203]
- 구로다 히로키 (2013년 5월). 《クオリティピッチング》 [퀄리티 피칭] (일본어). 베스트셀러스. ISBN 978-4584134962.
- 구로다 히로키 (2015년 3월). 《決めて断つ 僕のプロフェッショナル道》 [결심하고 끊는다 - 나의 프로페셔널 길] (일본어). 베스트셀러스. ISBN 978-4584393666.

## 관련 서적
- 사코 가쓰노리 (2016년 1월). 《黒田博樹 1球の重み》 [구로다 히로키 - 1구의 무게] (일본어). 다카라지마샤. ISBN 978-4800249432. 2018년 4월 12일에 원본 문서에서 보존된 문서. 2018년 4월 11일에 확인함.
- 모리 다쿠마 (2017년 9월). 《黒田博樹 人を導く言葉 - エースの背中を追い続けた15年 -》 [구로다 히로키: 사람을 이끄는 말 - 에이스의 뒤를 쫓아왔던 15년] (일본어). 와니북스. ISBN 978-4847096068.

### 주해
1. ↑  히로시마의 신인으로서 첫 등판과 동시에 첫 승리 투수가 된 사례는 역대 5번째였는데 2014년까지도 9명의 투수가 달성했다. 그 외에 달성한 선수는 스기우라 류타로(개막전 완투승), 오타가키 요시오(개막전 완투승), 사사오카 신지(완투승), 야마우치 야스유키, 구로다 히로키(완투승), 고바야시 간에이(구원승), 사이토 유키, 후쿠이 유야, 구리 아렌 등이다.

### 출전
1. 1 2  広島黒田７回無失点、野茂に並んだ日米最多201勝 - 닛칸 스포츠, 2016년 8월 21일
2. 1 2  黒田、日米４０球団勝利！８年ぶり交流戦で１カ月ぶり４勝 - 스포츠 닛폰, 2015년 5월 30일
3. ↑  구로다 히로키 2015, 82쪽. sfn 오류: 여러 대상 (2×): CITEREF구로다_히로키2015 (도움말)
4. ↑  구로다 히로키 2015, 87쪽. sfn 오류: 여러 대상 (2×): CITEREF구로다_히로키2015 (도움말)
5. 1 2 3 4 5  高校時代控えも…メジャーで活躍するまでに這い上がった黒田の足跡 - 스포츠 닛폰, 2015년 1월 16일
6. ↑  구로다 히로키 2015, 27쪽. sfn 오류: 여러 대상 (2×): CITEREF구로다_히로키2015 (도움말)
7. ↑  구로다 히로키 2015, 28쪽. sfn 오류: 여러 대상 (2×): CITEREF구로다_히로키2015 (도움말)
8. ↑  구로다 히로키 2015, 30쪽. sfn 오류: 여러 대상 (2×): CITEREF구로다_히로키2015 (도움말)
9. ↑  구로다 히로키 2015, 30-31쪽. sfn 오류: 여러 대상 (2×): CITEREF구로다_히로키2015 (도움말)
10. ↑  구로다 히로키 2015, 32쪽. sfn 오류: 여러 대상 (2×): CITEREF구로다_히로키2015 (도움말)
11. ↑  구로다 히로키 2015, 45쪽. sfn 오류: 여러 대상 (2×): CITEREF구로다_히로키2015 (도움말)
12. ↑  ‘神宮球場ガイドブック’, 1996년 봄호
13. 1 2  구로다 히로키 2015, 56쪽. sfn 오류: 여러 대상 (2×): CITEREF구로다_히로키2015 (도움말)
14. ↑  広島・黒田博樹「不屈の野球道」（3）プロ入り後、活躍するまでに時間がかかった 보관됨 2016-09-06 - 웨이백 머신 - 아사게이 플러스, 2015년 4월 18일
15. ↑  구로다 히로키 2015, 57쪽. sfn 오류: 여러 대상 (2×): CITEREF구로다_히로키2015 (도움말)
16. ↑  구로다 히로키 2015, 58쪽. sfn 오류: 여러 대상 (2×): CITEREF구로다_히로키2015 (도움말)
17. ↑  구로다 히로키 2015, 58–59쪽. sfn 오류: 여러 대상 (2×): CITEREF구로다_히로키2015 (도움말)
18. ↑  구로다 히로키 2015, 65쪽. sfn 오류: 여러 대상 (2×): CITEREF구로다_히로키2015 (도움말)
19. ↑  구로다 히로키 2015, 66쪽. sfn 오류: 여러 대상 (2×): CITEREF구로다_히로키2015 (도움말)
20. ↑  “＜16＞ 2004年9月6日 球界再編騒動 ファンが支え、唯一棄権”. 주고쿠 신문 디지털. 2020년 5월 9일. 2020년 11월 8일에 원본 문서에서 보존된 문서. 2022년 1월 27일에 확인함.
21. ↑  黒田がメジャー挑戦表明 - 닛칸 스포츠, 2007년 11월 30일
22. ↑  ドジャース黒田入団発表、背番号18希望 - 닛칸 스포츠, 2007년 12월 17일
23. ↑  黒田心意気の出来高払いなし - 닛칸 스포츠, 2007년 12월 18일
24. ↑  구로다 히로키 2015, 108쪽. sfn 오류: 여러 대상 (2×): CITEREF구로다_히로키2015 (도움말)
25. ↑  “黒田完璧7回3安打1失点、初登板初勝利”. 닛칸 스포츠. 2008년 4월 6일. 2022년 1월 26일에 확인함.
26. ↑  日本人初！黒田→斎藤「先発勝利&S」 - 닛칸 스포츠, 2008년 4월 6일
27. ↑  カブス福留、初対決ドジャース黒田に快勝 - 닛칸 스포츠, 2008년 5월 29일
28. ↑  黒田「壊れてもいい」志願の続投で初完封 - 닛칸 스포츠, 2008년 6월 8일
29. ↑  黒田がDL入り、復帰は最短で28日 - 닛칸 스포츠, 2008년 6월 20일
30. ↑  黒田復活最速155キロ20日ぶり登板4勝 - 닛칸 스포츠, 2008년 7월 4일
31. ↑  黒田「悔しい」1安打無四球で完全逃す - 닛칸 스포츠, 2008년 7월 9일
32. ↑  “July 29, 1984 Cincinnati Reds at Los Angeles Dodgers Box Score and Play by Play”. 《Baseball-reference.com》. Sports Reference, Inc. 1984년 7월 29일. 2008年7月7日에 확인함.
33. ↑  完全試合に迫った黒田、「素晴らしいサポート受けている」 보관됨 2008-07-14 - 웨이백 머신 - MAJOR.JP, 2008년 7월 8일
34. ↑  黒田球宴休み生かせず2回8安打KO - 닛칸 스포츠, 2008년 7월 20일
35. ↑  ‘빛을 발했던 루키들’, 《월간 슬러거》(2008년 12월호), 일본 스포츠 기획 출판사, 잡지 15509-12, p.29
36. ↑  黒田で突破ドジャース3連勝／プレーオフ - 닛칸 스포츠, 2008년 10월 6일
37. ↑  黒田内角攻めでド軍1勝／プレーオフ - 닛칸 스포츠, 2008년 10월 14일
38. ↑  黒田に75万円、選手とコーチ7人に罰金 - 닛칸 스포츠, 2008년 10월 15일
39. ↑  黒田「悔しいが充実の1年」／プレーオフ - 닛칸 스포츠, 2008년 10월 17일
40. ↑  ドジャース黒田WBC辞退調整間に合わず - 닛칸 스포츠, 2008년 12월 21일
41. ↑  黒田、ピービ倒して野茂以来の開幕白星 - 닛칸 스포츠, 2009년 4월 8일
42. ↑  黒田脇腹違和感でDL入り「不本意です」 - 닛칸 스포츠, 2009년 4월 12일
43. ↑  黒田戦列復帰、トーリ監督「よく投げた」 - 닛칸 스포츠, 2009년 6월 3일
44. ↑  黒田「長かった」4・6開幕戦以来の2勝 - 닛칸 스포츠, 2009년 6월 25일
45. ↑  イチロー内野安打で黒田攻略3点突破口 - 닛칸 스포츠, 2009년 6월 30일
46. ↑  黒田がメジャー移籍後初救援で3失点 - 닛칸 스포츠, 2009년 7월 14일
47. ↑  黒田の頭に打球直撃し退場…検査異常なし - 닛칸 스포츠, 2009년 8월 17일
48. ↑  黒田、今季2度目の故障者リスト入り - 닛칸 스포츠, 2009년 8월 20일
49. ↑  黒田22日ぶり復帰も5回4失点で6敗目 - 닛칸 스포츠, 2009년 9월 7일
50. ↑  黒田ドジャースが2年連続の地区優勝 - 닛칸 스포츠, 2009년 10월 5일
51. ↑  黒田はベンチで観戦／プレーオフ - 닛칸 스포츠, 2009년 10월 9일
52. ↑  黒田撃沈、39球6失点KO／プレーオフ - 닛칸 스포츠, 2009년 10월 20일
53. ↑  黒田悔しいブルペン終戦／プレーオフ - 닛칸 스포츠, 2009년 10월 23일
54. ↑  黒田3年連続初登板飾った 8回自責ゼロ - 닛칸 스포츠, 2010년 4월 11일
55. ↑  黒田8回1失点3勝目！96マイルに96球 - 닛칸 스포츠, 2010년 5월 4일
56. ↑  尚成と投げ合うと黒田が勝つ8回0封8勝 - 닛칸 스포츠, 2010년 7월 24일
57. ↑  黒田8敗…気温40度超6回1失点も - 닛칸 스포츠, 2010년 7월 19일
58. ↑  4試合連続勝ち星なしの黒田が練習で汗 - 닛칸 스포츠, 2010년 8월 18일
59. ↑  黒田7回2失点も援護なく5戦白星なし - 닛칸 스포츠
60. ↑  黒田気合入れメジャー最多タイ9勝 - 닛칸 스포츠, 2010년 8월 27일
61. ↑  黒田惜しい！8回1死までノーヒッター - 닛칸 스포츠, 2010년 9월 1일
62. ↑  黒田6回1失点も「今年はつくづく…」 - 닛칸 스포츠, 2010년 9월 12일
63. ↑  黒田援護なし…6度目無得点12敗目 - 닛칸 스포츠, 2010년 9월 7일
64. ↑  黒田ド軍と正式に再契約「うれしい」 - 닛칸 스포츠, 2010년 11월 17일
65. ↑  黒田「2ケタ勝利最低ライン」／一問一答 - 닛칸 스포츠, 2010년 11월 24일
66. ↑  ド軍残留黒田「世界一を目指したい」 - 닛칸 스포츠, 2010년 11월 24일
67. ↑  ドジャース残留黒田がブログで騒動を謝罪 - 닛칸 스포츠, 2010년 11월 19일
68. ↑  ドジャースが義援金集め、黒田も感謝 - 닛칸 스포츠, 2011년 3월 20일
69. ↑  黒田「自分も協力」義援金5万ドル - 닛칸 스포츠, 2011년 3월 16일
70. ↑  黒田が4年連続初登板勝利「強いので」 - 닛칸 스포츠, 2011년 4월 5일
71. ↑  黒田9回2死まで0封「最後ヘロヘロ」 - 닛칸 스포츠, 2011년 4월 11일
72. ↑  黒田1カ月半ぶり白星、去就注目度アップ - 닛칸 스포츠, 2011년 7월 3일
73. ↑  黒田は悩んでド軍残留「眠れなかった」 - 닛칸 스포츠, 2011년 8월 1일
74. ↑  黒田10勝 2年連続2ケタ勝利 - 닛칸 스포츠, 2011년 8월 26일
75. ↑  黒田11勝目 8月で5勝「たまには…」 - 닛칸 스포츠, 2011년 9월 1일
76. ↑  黒田日本人ワースト16敗「疲れがある」 - 닛칸 스포츠, 2011년 9월 13일
77. ↑  黒田12勝 メジャー自己新で通算40勝 - 닛칸 스포츠, 2011년 9월 18일
78. ↑  黒田200イニング登板 FA結論はまだ先 - 닛칸 스포츠, 2011년 9월 29일
79. ↑  ヤンキース黒田誕生 - 닛칸 스포츠, 2012년 1월 15일
80. ↑  “「ワールドシリーズ制覇を」＝黒田ヤンキース移籍発表－米大リーグ”. 지지 통신. 2012년 1월 27일. 2013년 12월 19일에 원본 문서에서 보존된 문서. 2012년 1월 27일에 확인함.
81. ↑  重圧に打ち勝ったヤンキース・黒田、最高のNYデビュー  보관됨 2013-12-19 - 웨이백 머신 - sportsnavi 칼럼, 2012년 4월 14일
82. ↑  “黒田「浸っている余裕はない」／一問一答”. 닛칸 스포츠. 2012년 7월 19일. 2012년 7월 19일에 확인함.
83. ↑  “黒田7回1失点で10勝 3年連続2ケタ”. 닛칸 스포츠. 2012년 7월 24일. 2012년 7월 24일에 확인함.
84. ↑  “日本人投手単独2位の勝利数！ヤンキース黒田投手”. 《All About》. 2012년 8월 19일. 2013년 4월 9일에 원본 문서에서 보존된 문서. 2012년 8월 23일에 확인함.
85. ↑  コツコツ黒田2年連続200投球回 - 닛칸 스포츠, 2012년 9월 18일
86. ↑  “イチ2点二塁打、黒田7回2失点16勝”. 닛칸 스포츠. 2012년 10월 4일. 2012년 10월 19일에 확인함.
87. ↑  “黒田16勝「いつもと同じ気持ちだった」”. 닛칸 스포츠. 2012년 10월 4일. 2012년 10월 19일에 확인함.
88. ↑  “黒田2発被弾も好投「神懸かり的」”. 닛칸 스포츠. 2012년 10월 11일. 2012년 10월 19일에 확인함.
89. ↑  “黒田が導いた「漫画の世界」も瞬間見れず”. 닛칸 스포츠. 2012년 10월 12일. 2012년 10월 19일에 확인함.
90. ↑  “黒田5回まで完全の快投も”. 닛칸 스포츠. 2012년 10월 16일. 2012년 10월 19일에 확인함.
91. ↑  “黒田「まだ負けたという実感がない」”. 닛칸 스포츠. 2012년 10월 19일. 2012년 10월 19일에 확인함.
92. ↑  Yankees re-sign Kuroda 보관됨 2013-03-04 - 웨이백 머신 - FOX SPORTS, 2012년 11월 20일
93. ↑  黒田2000Ｋ到達も8安打4失点5敗目 - 닛칸 스포츠, 2013년 6월 8일
94. ↑  黒田 古巣ド軍斬り ナ・リーグ制覇 - 닛칸 스포츠, 2013년 6월 21일
95. ↑  黒田、球宴最終候補リストに名前あった - 닛칸 스포츠, 2013년 7월 16일
96. ↑  黒田10勝　野茂超え日本人初4年連続2桁 - 닛칸 스포츠, 2013년 7월 25일
97. ↑  ダル15K見て、黒田9度目の0封11勝 - 닛칸 스포츠, 2013년 8월 14일
98. ↑  黒田8敗　味方守備、判定に怒り抑え… - 닛칸 스포츠, 2013년 8월 19일
99. ↑  終盤苦しんだ黒田 チーム背負い活躍、疲労が心身に 보관됨 2013-10-04 - 웨이백 머신 - 니혼케이자이 신문, 2013년 9월 30일
100. ↑  黒田、勝ち投手権利をリベラに消される - 닛칸 스포츠, 2013년 9월 10일
101. ↑  黒田が1年16億円でヤ軍残留合意 - 닛칸 스포츠, 2013년 12월 7일
102. ↑  Yankees, Hiroki Kuroda finalize one-year deal 보관됨 2013-12-07 - 웨이백 머신 - CBS Sports
103. ↑  Yankees sign RHP Hiroki Kuroda 보관됨 2013-12-12 - 웨이백 머신 - MLB.com
104. ↑  ヤ軍黒田8失点「紙一重の部分が野球」 - 닛칸 스포츠, 2014년 4월 27일
105. ↑  黒田7勝目 野茂に次ぐ200戦先発達成 - 닛칸 스포츠, 2014년 7월 26일
106. ↑  黒田7敗目 元広島エース対決に敗れる - 닛칸 스포츠, 2014년 7월 31일
107. ↑  不運な黒田、QSクリアも現役最多30敗 - 닛칸 스포츠, 2014년 8월 1일
108. ↑  ヤンキース黒田が広島市に義援金 - 닛칸 스포츠, 2014년 8월 25일
109. ↑  黒田7回2失点も「30球団制覇」逃す - 닛칸 스포츠, 2014년 8월 30일
110. ↑  黒田が“黒田超え”5年連続10勝 - 닛칸 스포츠, 2014년 9월 5일
111. ↑  黒田 3000投球回到達に「まさか…」 - 닛칸 스포츠, 2014년 9월 15일
112. ↑  黒田「ジーターは持っているものが違う」 - 닛칸 스포츠, 2014년 9월 26일
113. ↑  黒田 ジーターと2度のハグ「言葉じゃなくてね…」 - Sponichi Annex, 2014년 9월 27일
114. ↑  구로다 히로키 2015, 8쪽. sfn 오류: 여러 대상 (2×): CITEREF구로다_히로키2015 (도움말)
115. ↑  唯一ローテ守り抜いた 黒田「最低限の目標だが一番難しい」 - Sponichi Annex, 2014년 9월 29일
116. ↑  黒田7回2失点も2つの記録は持ち越し - 닛칸 스포츠, 2014년 8월 29일
117. ↑  イチロー、松坂らFＡに　選手会が121人公示  - 스포츠 닛폰, 2014년 11월 1일
118. ↑  FA黒田にオファーなくヤンキースと決別 보관됨 2014-12-04 - 웨이백 머신 - 닛칸 겐다이
119. ↑  黒田獲得へ　ド軍“本気”18億円オファー！大型補強第１弾 - 스포츠 닛폰, 2014년 11월 21일
120. ↑  주고쿠 신문, 2014년 12월 27일자 조간 16판 17면 외
121. ↑  “黒田博樹選手復帰のお知らせ”. 《히로시마 도요 카프》. 2014년 12월 27일. 2014년 12월 27일에 원본 문서에서 보존된 문서. 2014년 12월 27일에 확인함.
122. ↑  “カープ、黒田復帰を発表　年俸４億円、背番号15”. 《中国新聞アルファ》. 2014년 12월 27일. 2014년 12월 27일에 원본 문서에서 보존된 문서. 2014년 12월 27일에 확인함.
123. ↑  黒田博樹の“男気伝説”　広島復帰を決断した右腕が米国でも見せた心意気 - Full-count, 2014년 12월 28일
124. ↑  おかえりなさい！黒田博樹選手入団記者会見！ 보관됨 2015-03-16 - 웨이백 머신 - 히로시마 도요 카프 공식 홈페이지, 2015년 2월 16일
125. ↑  黒田7回0封で2740日ぶり星 보관됨 2015-09-23 - 웨이백 머신 - 데일리 스포츠, 2015년 3월 29일
126. ↑  黒田　登録抹消　右足のくるぶしを痛める　チーフトレーナー「投球に支障が出ている」 - 스포츠 닛폰, 2015년 5월 3일
127. ↑  「WBSC世界野球プレミア12」侍ジャパントップチーム候補選手45名を発表 - 야구 일본 대표 사무라이 재팬 공식 홈페이지, 2015년 9월 10일
128. ↑  【広島】黒田、プレミア１２出場辞退　コンディション万全でない 보관됨 2015-10-14 - 웨이백 머신 - 스포츠 호치, 2015년 10월 9일
129. ↑  広島黒田「想像以上」球界最高年俸６億円でサイン - 닛칸 스포츠, 2015년 12월 17일
130. 1 2  プロ野球：広島の黒田博樹投手が球界最高年俸６億円に 보관됨 2015-12-19 - 웨이백 머신 - 마이니치 신문, 2015년 12월 17일
131. ↑  【広島】黒田６億円で球界最高年俸、広島からは山本浩二さん以来 보관됨 2015-12-20 - 웨이백 머신 - 스포츠 호치, 2015년 12월 18일
132. ↑  “黒田あっぱれ41歳完封、日本復帰後初　９年ぶり”. 《닛칸 스포츠》. 2016년 4월 3일. 2016년 4월 10일에 확인함.
133. 1 2  広島・黒田が日米通算200勝　阪神戦で7回無失点 보관됨 2016-08-15 - 웨이백 머신 - 니혼케이자이 신문, 2016년 7월 23일
134. ↑  広島・黒田 3度目の正直で日米通算200勝達達成 보관됨 2016-08-06 - 웨이백 머신 - 도쿄 스포츠, 2016년 7월 23일
135. ↑  ‘広島の黒田が日米通算200勝　野茂英雄に次いで日本選手2人目’ - 주니치 스포츠, 2016년 7월 23일
136. ↑  広島・黒田が日米通算200勝を達成！「残る仕事は優勝のみ」と期待の声 보관됨 2016-08-09 - 웨이백 머신 - Nifty 뉴스, 2016년 7월 23일
137. ↑  広島・黒田、日米200勝の原動力は「マウンドに立ち続ける責任感」 보관됨 2016-08-09 - 웨이백 머신 - Nifty 뉴스, 2016년 7월 23일
138. ↑  広島おそろいシャツで黒田祝福「新井の仕返しだと」 - 닛칸 스포츠, 2016년 7월 23일
139. ↑  ほぼ先発だけで200勝達成へ　東尾修が讃える「黒田」という財産 보관됨 2016-10-18 - 웨이백 머신 - 주간 아사히, 2016년 7월 15일자
140. ↑  ソフトＢ連勝、黒田201勝／20日プロ野球まとめ - 닛칸 스포츠, 2016년 8월 20일
141. ↑  黒田、新井らに広島県民栄誉賞　黒田は「うれしい」新井は「光栄」 보관됨 2016-09-25 - 웨이백 머신 - 데일리 스포츠, 2016년 8월 30일
142. ↑  広島25年ぶり優勝、黒田９勝　巨人連勝４で止まる - 닛칸 스포츠, 2016년 9월 10일
143. ↑  “広島25年ぶり7度目リーグ優勝！黒田涙の胴上げ”. 《닛칸 스포츠》. 2016년 9월 10일. 2016년 9월 13일에 확인함.
144. ↑  広島・黒田　日米通算７年連続２桁勝利　今季最終戦で到達、バットで逆転呼ぶ - 스포츠 닛폰, 2016년 10월 1일
145. ↑  広島・黒田が現役引退　日米通算203勝右腕「素晴らしい夢を見させてもらった」 보관됨 2016-10-19 - 웨이백 머신 - 데일리 스포츠, 2016년 10월 18일
146. ↑  “黒田博樹選手 引退のお知らせ”. 히로시마 도요 카프. 2016년 10월 18일. 2016년 11월 13일에 원본 문서에서 보존된 문서. 2016년 11월 13일에 확인함.
147. ↑  広島カープ黒田投手が引退表明　｢日本一で恩返し｣ 보관됨 2016-10-19 - 웨이백 머신 - 주고쿠 신문, 2016년 10월 18일
148. ↑  広島黒田が現役引退「個人的なことで申し訳ない」 - 닛칸 스포츠, 2016년 10월 18일
149. ↑  일본어: 現役最後、大谷選手に投じた８球の“真実”｜黒田博樹 - Hiroshima Athlete Magazine, 2022년 9월 28일
150. ↑  “黒田博樹投手 引退記者会見”. 히로시마 도요 카프. 2016년 11월 4일. 2016년 11월 13일에 원본 문서에서 보존된 문서. 2016년 11월 13일에 확인함.
151. ↑  広島黒田ひざつきうずくまり33秒　３万人が見た涙 - 닛칸 스포츠, 2016년 11월 6일
152. ↑  “自由契約選手｜2016年度公示”. 일본 야구 기구. 2016년 12월 2일. 2016년 12월 3일에 확인함.
153. ↑  “BrooksBaseball.net Player Card: Hiroki Kuroda”. 《www.brooksbaseball.net》. 2020년 6월 26일에 확인함.
154. ↑  “Kuroda expects to feel pressure”. 《Los Angeles Times》. 2007년 12월 17일.
155. 1 2  도모나리 나치, 무라카미 마사노리 (2009). 《メジャーリーグ・完全データ選手名鑑2009》 [메이저 리그·완전 데이터 선수 명감 2009]. 고사이도 출판. 404쪽. ISBN 978-4-331-51370-5.
156. ↑  FanGraphs Hiroki Kuroda
157. 1 2  도모나리 나치, 무라카미 마사노리 (2010). 《メジャーリーグ・完全データ選手名鑑2010》 [메이저 리그·완전 데이터 선수 명감 2010]. 고사이도 출판. 404쪽. ISBN 978-4-331-51439-9.
158. ↑  〈2010-11 MLB投手白書 球種別解説＆データファイル スプリッター スカウト部長の解説〉. 《月刊スラッガー》 [2010-11 MLB 투수 백서 구종별 해설 & 데이터 파일 스플리터 - 스카우트 부장의 해설]. 2011年2月号. 일본 스포츠 기획 출판사. 19쪽. 雑誌15509-2.
159. ↑  “黒田　セ５球団偵察隊うならせた　「動く」球で若鯉を貫禄料理”. 《스포니치 Sponichi Annex》. 2015년 2월 26일. 2022년 1월 26일에 확인함.
160. ↑  “緒方監督も驚く、メジャー経た黒田の投球　本人と周囲が手応え示す球種とは”. Full-Count. 2015년 2월 26일. 2022년 1월 26일에 확인함.
161. ↑  〈日本人メジャーリーガー新機軸 黒田博樹〉. 《슈칸 베이스볼》 [일본인 메이저 리거 신기축 구로다 히로키]. 2010년 3월호. 베이스볼 매거진사. 3-7쪽. 雑誌20441-1/25.
162. 1 2  구로다 히로키 2015, 147–148쪽. sfn 오류: 여러 대상 (2×): CITEREF구로다_히로키2015 (도움말)
163. ↑  고세키 준지, 니시오 노리후미, 이즈미 나오키 (2007). 《プロ野球スカウティングレポート2007》 [프로 야구 스카우팅 레포트 2007]. 어스펙트. 374–375쪽. ISBN 978-4-7572-1338-8.
164. 1 2  구로다 히로키 2015, 123–124쪽. sfn 오류: 여러 대상 (2×): CITEREF구로다_히로키2015 (도움말)
165. ↑  メジャー斎藤、黒田 ベテラン2人の優しさと気迫 보관됨 2012-03-07 - 웨이백 머신 - 산케이 신문, 2012년 3월 6일
166. ↑  도모나리 나치, 무라카미 마사노리 (2011). 《メジャーリーグ・完全データ選手名鑑2011》 [메이저 리그·완전 데이터 선수 명감 2011]. 고사이도 출판. 450쪽. ISBN 978-4-331-51518-1.
167. ↑  好きな言葉は「気迫」。NYが認めた黒田博樹の志。〜常勝軍団でつかんだエースの座〜 보관됨 2013-07-19 - 웨이백 머신 - Number SCORE CARD, 2012년 9월 10일
168. ↑  Kuroda should sue for lack of support - ESPN, 2012년 8월 26일
169. ↑  “同級生だった元日本ハム・西浦氏が語る黒田の高校時代 ひと晩中走らされたノーコンのクロ”. 《イザ！》 (일본어). 2022년 2월 4일에 확인함.
170. ↑  “黒田博樹のエース道＜後編＞「『自分をチームに捧げられる』というマインドを持っている人がエース」｜carp｜連載｜広島アスリートマガジン”. 《広島アスリートマガジン》 (일본어). 2020년 6월 2일. 2021년 9월 30일에 확인함.
171. 1 2  “黒田博樹氏　カーショーとグラブに刻む絆「ヒロへ。これからもずっと…」”. 스포츠 닛폰. 2017년 6월 30일. 2017년 11월 14일에 원본 문서에서 보존된 문서. 2017년 6월 30일에 확인함.
172. ↑  구로다 히로키 2015, 96–97쪽. sfn 오류: 여러 대상 (2×): CITEREF구로다_히로키2015 (도움말)
173. ↑  元チームメイトが語る「控え投手時代の黒田博樹」 보관됨 2018-04-12 - 웨이백 머신 - sportiva, 2015년 2월 27일
174. ↑  ‘好調ドジャースが浮上 最下位からの巻き返し’ - sportsnavi 칼럼, 2010년 5월 25일
175. 1 2  구로다 히로키 2015, 161–163쪽. sfn 오류: 여러 대상 (2×): CITEREF구로다_히로키2015 (도움말)
176. ↑  黒田 ドジャース残留決断は名誉よりチームへの愛着 - 스포츠 닛폰, 2011년 8월 1일
177. ↑  구로다 히로키 2015, 166–168쪽. sfn 오류: 여러 대상 (2×): CITEREF구로다_히로키2015 (도움말)
178. ↑  구로다 히로키 2015, 168–169쪽. sfn 오류: 여러 대상 (2×): CITEREF구로다_히로키2015 (도움말)
179. ↑  구로다 히로키 2015, 170쪽. sfn 오류: 여러 대상 (2×): CITEREF구로다_히로키2015 (도움말)
180. ↑  黒田、雄叫び7回0封「抑えるしかない」 - 닛칸 스포츠, 2013년 8월 1일
181. ↑  黒田7回無失点も勝敗つかず「仕方ない」 - 닛칸 스포츠, 2013년 8월 1일
182. ↑  Dodgers derailed despite Kershaw's gem - MLB.com Recap, 2013년 7월 31일
183. ↑  ‘黒田が苦しみを乗り越えて得たもの-2011シーズンを終えて’ - sportsnavi 칼럼, 2011년 10월 11일
184. 1 2  구로다 히로키 2015, 114–115쪽. sfn 오류: 여러 대상 (2×): CITEREF구로다_히로키2015 (도움말)
185. ↑  黒田、完封11勝目!座右の銘「耐雪梅花麗」チームに浸透 - 스포츠 닛폰, 2012년 8월 16일
186. ↑  B’z、広島カープ黒田投手の登場曲を書き下ろし「自分を投影できるB'z作品に」 보관됨 2015-03-27 - 웨이백 머신 - BARKS 음악 뉴스, 2015년 3월 25일
187. ↑  広島黒田７回無失点、野茂に並んだ日米最多201勝 - 닛칸 스포츠, 2016년 8월 21일
188. ↑  unitar 보관됨 2016-10-18 - 웨이백 머신 - unitar.org
189. ↑  “黒田氏、引退決断の盟友・新井にエール「最後までたくさんの声援を受けて過ごしてもらいたい」”. 《산케이 스포츠》. 2018년 9월 5일. 2018년 12월 20일에 원본 문서에서 보존된 문서. 2018년 12월 20일에 확인함.
190. ↑  “「結局、新井は凄かった」 カープOB黒田さんが粋な新聞広告”. 《산케이 신문》. 2018년 11월 6일. 2018년 12월 20일에 원본 문서에서 보존된 문서. 2018년 12월 20일에 확인함.
191. 1 2  “新聞広告賞2019”. 《新聞広告データアーカイブ》. 일본신문협회. 2021년 11월 30일에 확인함.
192. ↑  “新聞広告大賞は元プロ野球選手・黒田博樹氏の「結局、新井は凄かった」”. 《電通報》. 2019년 9월 10일. 2021년 11월 30일에 확인함.
193. ↑  “黒田博樹さんに広告大賞　個人で初、新聞協会”. 《니혼케이자이 신문》. 2019년 9월 6일. 2021년 11월 30일에 확인함.
194. ↑  “平成18年度(2006年度)以前の広島市民賞被表彰者名簿” (PDF). 히로시마시. 2016년 12월 24일에 원본 문서 (PDF)에서 보존된 문서. 2017년 8월 6일에 확인함.
195. ↑  “平成28年度(2016年度)広島市民賞被表彰者名簿” (PDF). 히로시마시. 2017년 8월 6일에 원본 문서 (PDF)에서 보존된 문서. 2017년 8월 6일에 확인함.
196. ↑  “顕彰 - 黒田　博樹（くろだ・ひろき）”. 히로시마현. 2017년 8월 6일에 확인함.
197. ↑  “歴史と観光「ハッピーハンド」”. 삿테시 관광 협회. 2017년 9월 13일에 확인함.
198. ↑  https://npb.jp/bis/players/21523884.html
199. ↑  黒田「壊れてもいい」志願の続投で初完封 - 닛칸 스포츠(2008년 6월 8일)
200. ↑  黒田博樹が米国で残した足跡　メジャーで刻んだ2つの「日本人初」 - full-count, 2015년 1월 1일
201. 1 2  黒田１カ月ぶり７勝　ナ15球団から白星 - 닛칸 스포츠, 2013년 6월 20일
202. ↑  黒田　3000投球回到達に「まさか…」 - 닛칸 스포츠, 2014년 9월 15일
203. ↑  (일본어) 관련 내용 - 베스트셀러스 서적편집부, 2015년 3월 19일

## 참고 문헌
- 구로다 히로키 (2015년 3월). 《決めて断つ》 [결심하고 끊는다]. ワニ文庫. 베스트셀러스. ISBN 978-4584393666.